# 京急本線
本線（ほんせん）は、東京都港区の泉岳寺駅から神奈川県横須賀市の浦賀駅を結ぶ京浜急行電鉄（京急）の鉄道路線である。駅ナンバリングで使われる路線記号はKK。単に京急線とも呼ばれる。
正式な起点は品川駅で、後年延伸された泉岳寺駅 - 品川駅間は支線の扱いとなっており、キロポストは品川駅からの距離に基づいて設置されているほか、『鉄道要覧』でも同区間は品川駅 - 浦賀駅間と分けて記載されている。

## 概要
東京都区部南部の品川から東京湾沿いに南下し、神奈川県横浜市南東部・横須賀市東部を経て三浦半島南部へと延びる都市間鉄道（インターアーバン）である。泉岳寺駅からは都営浅草線および同線を介して京成電鉄・北総鉄道と相互直通運転を行っており、芝山鉄道とも都営浅草線・京成線を介して直通運転を行っている。ただし、京急線から芝山鉄道線へは直通運転を行なっているが、芝山鉄道線から京急線への直通列車は設定されていない。
快特などほとんどの優等列車は堀ノ内駅以南は久里浜線に直通して三崎口駅に至るため久里浜線が実質的な本線として機能しており、堀ノ内駅 - 浦賀駅間は本線の一部でありながら支線のような扱いになっている。急行を中心に逗子線の列車も乗り入れている。
空港線とともに羽田空港への空港連絡鉄道としても機能しており、直通先の京成電鉄が成田空港に乗り入れているため、羽田・成田の2空港を連絡している。羽田空港へのアクセス路線としては東京モノレールと競合関係にあるがそれぞれ都心側のターミナルが異なることと、京急は横浜方面からのアクセスも有することに違いがある。
品川駅 - 横浜駅間は東日本旅客鉄道（JR東日本）の東海道線・京浜東北線と線路が並行しており、競合関係にある。この区間は京急の中でも線形がよく、JRの路線との距離も近いことから首都圏の鉄道路線の中では競争が激しいため、120km/hの高速運転でJRに対抗している。他にも、品川駅・横浜駅 - 横須賀駅（横須賀中央駅）・逗子駅（逗子・葉山駅）・ 久里浜駅（京急久里浜駅）間では途中経路は少し異なるもののJRの横須賀線と競合している。品川・横浜 - 横須賀間の移動においては、京急の横須賀中央駅の方が中心市街地に近く、より直線的に結んでいることから京急の方が優位に立っている。

## 歴史
この路線は、川崎大師への参詣鉄道を運行していた大師電気鉄道が、京浜間の連絡鉄道の開業を目的に、京浜電気鉄道と社名を変更した上で、東京都南部から神奈川県川崎市付近に軌道線を開業させたのが始まりである。
その後、軌道線を順次延伸し、明治時代末には東京と横浜を結ぶ都市間連絡鉄道が形成された。東京方への乗り入れに際しては、東京市電への乗り入れを見込んで、標準軌 (1435mm) で敷設されていた当線を、東京市電の馬車軌間 (1372mm) に改軌し、大正末期には北品川駅（乗り入れ開始時は品川駅〈初代〉）を介して市電品川線への乗り入れを行い、さらに高輪駅まで延伸した。
一方、市電への乗り入れと同じ頃、京浜電気鉄道は、横浜と横須賀を結ぶ郊外路線の開業を企図しながら関東大震災の影響により打撃を受けていた湘南電気鉄道に対し、資本参加を行った。京浜電気鉄道の出資により経営危機を乗り越えた湘南電気鉄道は、昭和時代に入り、黄金町駅 - 浦賀駅間および金沢八景駅 - 湘南逗子駅（現在の逗子・葉山駅北口）間といった、現在の京急本線と京急逗子線の一部に相当する路線を開業させた。
その後、横浜で京浜電気鉄道線と湘南電気鉄道線を接続させ、直通運転を行うことが計画された。しかし、京浜電気鉄道線が馬車軌間に改軌していた一方、湘南電気鉄道線は地方鉄道法によって免許を受けて標準軌で開業しており、直通させるためには、どちらかの路線を改軌する必要があった。地方鉄道法では馬車軌間による敷設が認められていなかったため、湘南電気鉄道線を馬車軌間に改軌することはできず、結論として京浜電気鉄道線を標準軌に改軌させた。1931年（昭和6年）12月に両鉄道会社は日ノ出町駅で結ばれ、念願の直通運転が開始された（両社の会社分界点は日ノ出町駅より黄金町駅方0.2 km地点）。それにより東京市電への乗り入れは中止された。高輪駅も廃止され、代わる東京都心側のターミナルとして、国鉄品川駅前への延伸を果たした。こうして、昭和初期に現在に至る路線の概形が完成した。
なお、東京市電乗り入れ中止に代わる都心乗り入れ案として、京浜電気鉄道は、日本初の地下鉄を開業していた東京地下鉄道、湘南電気鉄道と合弁して、京浜地下鉄道を設立。既に浅草駅 - 新橋駅間を開業していた東京地下鉄道線の延伸線を、新橋から品川まで建設することで、浅草 - 浦賀間の直通運転を計画した。ところが、新橋駅を介し、東京地下鉄道線への直通をもくろんでいた東京高速鉄道は、この京浜地下鉄道設立の動きを問題視し、東京地下鉄道と京浜電気鉄道の株を買い集め、京浜電気鉄道は東京高速鉄道の傘下に入ることとなった。東京の鉄道網を揺るがす事態に政府が仲裁に入り、地下鉄網の延伸は棚上げとなったが、京浜電気鉄道は依然、東京高速鉄道傘下のままに収まった。これが前史となって、東京高速鉄道社長である五島慶太が京浜電気鉄道社長に就任。第二次世界大戦中の1942年（昭和17年）には、五島が他に経営していた東京横浜電鉄、小田急電鉄と合併することとなり、当路線も大東急の一角をなすこととなった。
大東急時代の1943年（昭和18年）に旧京浜電気鉄道の品川線と旧湘南電気鉄道の湘南線が統合されて東急湘南線となり、京浜急行電鉄発足後に本線と改称されたが、東京都と川崎市、横浜市の都市計画の上では湘南線の呼称が残っている。
戦後は設備の改良によって輸送力増強や所要時間短縮を図り、直通先の多様化などを経て現在に至っている。

### 年表
- 1901年（明治34年）2月1日 - 京浜電気鉄道により、大森停車場前駅（後の大森駅）- 川崎駅（後の六郷橋駅）間が開業。大森停車場前駅、八幡駅（現在の大森海岸駅）、海岸駅、沢田駅（現在の平和島駅）、山谷駅（現在の大森町駅）、梅屋敷駅、蒲田駅（現在の京急蒲田駅）、下町駅、出村駅、雑色駅 、（駅名不詳）駅、六郷駅、中町駅（、川崎駅）が開業。1435mm軌間を使用し、直流600Vで運行開始。
- 1902年（明治35年）
  - 9月1日 - 川崎駅が六郷橋駅に改称。六郷橋駅 - 川崎駅（現在の京急川崎駅）間が開業。下新宿駅（後の新宿駅）、川崎駅が開業。
  - (月日不詳) - 六郷駅が八幡塚駅に改称[9]。
- 1904年（明治37年）
  - 3月1日 - 軌道を1372mmに改軌。
  - 5月8日 - 品川駅（現在の北品川駅 ）- 八幡駅間が開業。品川駅、大横町駅、黒門駅、北馬場駅（現在の新馬場駅北口）、南馬場駅（現在の新馬場駅南口）、青物横町駅（現在の青物横丁駅）、海晏寺駅、鮫洲駅、浜川駅、土佐山駅、立会川駅 、鈴ヶ森駅が開業。八幡駅 - 大森停車場前駅間が大森支線となり、品川方からの分岐となる。海岸駅が廃止され、停車場道駅（後の大森八幡駅）が開業[10]。八幡駅 - 沢田駅間の併用軌道が専用軌道に付け替えられる。
  - 12月 - 黒門駅[11]、海晏寺駅[12]が廃止。
- 1905年（明治38年）
  - (月日不詳) - 八幡駅が海岸駅、停車場道駅が八幡駅に改称[10]。
  - 12月24日 - 川崎駅 - 神奈川停車場前駅（後の京浜神奈川駅）間が開業。市場駅（現在の鶴見市場駅）、鶴見駅（現在の京急鶴見駅）、生麦駅、子安駅、中木戸駅（現在の京急東神奈川駅）、反町駅、神奈川停車場前駅が開業。
- 1906年（明治39年）10月1日 - 雑色駅 - 六郷橋駅間の旧線廃止。雑色駅 - 川崎駅間の新線開業。旧線上の（駅名不詳）駅、八幡塚駅、中町駅が廃止。新線上に六郷堤駅（現在の六郷土手駅）が開業。川崎駅 - 六郷橋駅間が大師線 に移管され、大師線分岐駅が川崎駅に変更。沢田駅 - 梅屋敷駅間を併用軌道から専用軌道に切り替え。
- 1908年（明治41年）- 大横町駅が廃止。
- 1909年（明治42年）- 市場駅 - 鶴見駅間に（駅名不詳）駅が臨時駅として開業（廃止時期不明）。
- 1910年（明治43年）3月27日 - 新子安駅（現在の京急新子安駅）が開業。
- 1911年（明治44年）11月1日 - 総持寺駅が開業[13]。
- 1912年（明治45年）5月9日 - 土佐山駅が廃止[14]。
- 1914年（大正3年）4月12日 - 花月園前駅（現在の花月総持寺駅）が開業。
- 1915年（大正4年）
  - 8月21日 - 新町駅（現在の神奈川新町駅）が開業。
  - (月日不詳) - 市場駅が廃止。八丁畷駅 が開業（開業年月日を1916年（大正5年）12月25日や1917年（大正6年）1月14日 とする場合もある）。
- 1916年（大正5年）- 市場駅が再開業。
- 1923年（大正12年）4月1日 - 下町駅が廃止[15]。梅屋敷駅 - 雑色駅間の併用軌道を専用軌道に付け替え。
- 1925年（大正14年）
  - 1月 - 川崎駅から国鉄川崎駅まで貨物専用側線敷設[16]。
  - 3月11日 - 高輪駅 - 品川駅間が開業。高輪駅が開業。品川駅が200m神奈川駅寄りに移設。
  - 7月17日 - 川崎駅の貨物専用側線が貨物営業線に変更され、川崎貨物駅が開業[16]。
  - 11月1日 - 品川駅が北品川駅、蒲田駅が京浜蒲田駅、川崎駅が京浜川崎駅、鶴見駅が京浜鶴見駅、神奈川駅が京浜神奈川駅に改称。
- 1926年（大正15年）
  - (月日不詳) - 大森海水浴場前駅が夏季営業のみの臨時駅として開業[10]。
  - 12月24日 - 新宿駅が廃止。
- 1927年（昭和2年）4月 - 市場駅が鶴見市場駅、新町駅が神奈川新町駅に改称。
- 1929年（昭和4年）
  - 6月22日 - 京浜神奈川駅 - 横浜駅間が開業。横浜駅は仮駅で、月見橋付近に設けられる。
  - (月日不明) - 大森海水浴場前駅が廃止[10]。
- 1930年（昭和5年）
  - 2月5日 - 横浜駅が移転し国鉄横浜駅に乗り入れ。
  - 3月29日 - 反町駅が廃止[17]。青木橋駅（現在の神奈川駅）が開業。
  - 4月1日 - 湘南電気鉄道により、黄金町駅 - 浦賀駅が開業[2]。黄金町駅、南太田駅、井土ヶ谷駅、弘明寺駅、上大岡駅、屏風ヶ浦駅（現在の屏風浦駅）、金沢文庫駅、金沢八景駅、追浜駅、湘南田浦駅（現在の京急田浦駅）、逸見駅、横須賀軍港駅（現在の汐入駅）、横須賀中央駅、横須賀公郷駅（現在の県立大学駅）、横須賀堀内駅（現在の堀ノ内駅）、湘南大津駅（現在の京急大津駅）、馬堀海岸駅 、浦賀駅が開業。軌間1435mm、直流1500Vで運行開始。
  - 4月6日 - 青木橋駅と京浜神奈川駅が統合。旧青木橋駅の位置で京浜神奈川駅として営業開始[18] 。
  - 7月10日 - 杉田駅、湘南富岡駅（現在の京急富岡駅）が仮駅として開業。
- 1931年（昭和6年）
  - 1月1日 - 高輪駅 - 京浜蒲田駅間で急行が運転開始。
  - 5月1日 - 杉田駅、湘南富岡駅が駅に昇格。
  - 12月26日 - 京浜電気鉄道横浜駅 - 湘南電鉄分界点2.8 km、湘南電気鉄道京浜電気分界点 - 黄金町駅間0.6 kmが開業[3]。平沼駅、戸部駅、日ノ出町駅 開業。京浜電気鉄道と湘南電気鉄道との間で軌間が異なるため、湘南電気鉄道の軌間である1435mmで敷設[2]。
- 1932年（昭和7年）7月25日 - キリンビール前駅（後のキリン駅）が開業。
- 1933年（昭和8年）
  - 4月1日 - 国鉄品川駅に乗り入れ。高輪駅が廃止。品川駅が開業。横浜駅以北が1372mmから1435mmに改軌され、品川駅 - 浦賀駅間の直通運転開始[2]。
  - 7月1日 - 海岸駅が大森海岸駅に改称。
- 1934年（昭和9年）10月1日 - 軍需部前駅（現在の安針塚駅）が開業。
- 1935年（昭和10年）7月10日 - 東京湾汽船（現在の東海汽船）との連絡運輸開始。これに伴い、伊豆大島航路連絡列車「大島号」運行開始。
- 1936年（昭和11年）12月25日 - 黄金町駅 - 上大岡駅間の架線電圧を600Vに降圧し、急行運転区間を品川駅 - 上大岡駅間に延長。
- 1937年（昭和12年）3月8日 - 大森支線（大森海岸駅 - 大森駅間）が廃止。大森駅が廃止。
  - この頃、東京地下鉄道線（現在の東京メトロ銀座線新橋駅 以北を建設）との直通運転を計画し、それを考慮した車両を製造する。
- 1938年（昭和13年）7月15日 - 京浜川崎駅 - 川崎貨物駅間が廃止[16]。川崎貨物駅が廃止。なお、貨物線自体は1932年（昭和7年）頃から使用されなくなっていた。
- 1940年（昭和15年）10月1日 - 軍需部前駅が安針塚駅、横須賀軍港駅が横須賀汐留駅に改称。
- 1941年（昭和16年）11月1日 - 湘南電気鉄道が京浜電気鉄道に合併。
- 1942年（昭和17年）
  - 5月1日 - 京浜電気鉄道が小田急電鉄と共に東京横浜電鉄に合併。合併と同時に東京急行電鉄（大東急）に改称したため、東急の路線（東急品川線、東急湘南線）となる。
  - 7月1日 - 浜川駅、鈴ヶ森駅、総持寺駅が営業休止。
- 1943年（昭和18年）
  - 6月1日 - 品川駅 - 横浜駅間を軌道法に基づく軌道から地方鉄道法に基づく地方鉄道に変更[注釈 2]。旧京浜電気鉄道の路線の呼称が湘南線に統一[注釈 1][4]。
  - 7月1日 - 北馬場駅[11]、大森八幡駅[10]、平沼駅[19]が営業休止。
  - 11月1日 - 新子安駅が京浜新子安駅に改称。
- 1944年（昭和19年）
  - 5月1日 - 品川駅 - 黄金町駅間と横浜駅 - 浦賀駅間に運転系統を分離。急行が運転休止。 
    - 旧京浜電気鉄道と旧湘南電気鉄道との間で架線電圧が異なるため、電車運用の効率化を行うための措置。

  - 5月10日 - 谷津坂駅（現在の能見台駅）が開業。
  - 10月20日 - キリンビール前駅がキリン駅に改称。
  - 11月10日 - 北馬場駅[11]、浜川駅[14]、大森八幡駅[10]が廃止。
  - 11月20日 - 総持寺駅[13]、平沼駅[19]が廃止。
- 1945年（昭和20年）
  - 2月24日 - 品川駅 - 北品川駅間を軌道法に基づく軌道から地方鉄道法に基づく地方鉄道に変更認可。
  - 6月10日 - 湘南富岡駅が営業休止。
  - 12月22日 - 横浜駅 - 上大岡駅間の架線電圧を1500Vに昇圧。
- 1946年（昭和21年）10月 - 北馬場駅が再開業[11]。
- 1947年（昭和22年）
  - 1月10日 - 湘南富岡駅が廃止。
  - 3月1日 - 湘南富岡駅が移転の上で再開業。
  - 12月25日 - 横浜駅以北の架線電圧を1500Vに昇圧、全線1500Vに統一。
- 1948年（昭和23年）
  - 6月1日 - 東京急行電鉄から京浜急行電鉄が分離発足。
  - 7月15日 - 品川駅 - 浦賀駅間の直通運転が再開。
- 1949年（昭和24年）
  - 4月24日 -「ハイキング急行」が運行開始。
  - 7月1日 - 大森山谷駅、出村駅、キリン駅（3駅とも休止済み）が廃止。
- 1950年（昭和25年）4月1日 - 急行が運行再開。準急と「ハイキング特急」が運行開始。
- 1952年（昭和27年）
  - 7月6日 - 品川駅 - 逗子線逗子海岸駅（現在の逗子・葉山駅南口）間で「海水浴特急」が運行開始。
  - 12月15日 - 大森町駅（前の大森山谷駅）が再開業。
- 1954年（昭和29年）
  - 3月22日 - 特急が運行開始。当初は平日ラッシュ時のみ。
  - 3月27日 -「週末特急」が運行開始。
  - 7月7日 - 準急が運行終了。
- 1956年（昭和31年）
  - 3月27日 -「週末特急」に「ラメール」、「パルラータ」の愛称が与えられる。
  - 4月20日 - 京浜神奈川駅が神奈川駅に改称。
  - 6月27日 - 品川駅 - 北品川駅間が専用軌道化される（併用軌道区間が全て消滅）[20]。
- 1957年（昭和32年）3月17日 - 特急が終日運行化される。
- 1961年（昭和36年）9月1日 - 学校裏駅が平和島駅、横須賀汐留駅が汐入駅、横須賀堀内駅が堀ノ内駅に改称。
- 1963年（昭和38年）11月1日 - 湘南富岡駅が京浜富岡駅、湘南田浦駅が京浜田浦駅、横須賀公郷駅が京浜安浦駅、湘南大津駅が京浜大津駅に改称。
- 1967年（昭和42年）3月19日 - 特急の最高速度が105km/hに引き上げ。
- 1968年（昭和43年）
  - 4月1日 品川駅 - 堀ノ内駅間に1号型ATSを設置し、使用開始[21]。
  - 6月15日 - 従前運行されていた「週末特急」、「海水浴特急」を定期化する形で快速特急が運転開始。
  - 6月21日 - 泉岳寺駅 - 品川駅間が開業。泉岳寺駅が開業。現在の本線区間が全線開通。都営地下鉄1号線（現在の都営地下鉄浅草線 ）と相互乗り入れ開始[22] 。主に急行、特急が乗り入れ。
- 1969年（昭和44年）
  - 12月9日 - 本線全線に1号型ATSが設置完了。
  - 12月31日 - 三浦海岸駅 - 京成成田駅 間で初詣用夜行直通特急「招運号」を2往復運転。以降1978年（昭和53年）頃まで春季や夏季などに京成線との直通特急を散発的に運転。
- 1970年（昭和45年）
  - 1月20日 - 旧鈴ヶ森駅 - 平和島駅間の上り線が高架化[23]。
  - 3月9日 - 横浜駅 - 金沢文庫駅間で朝ラッシュ時における特急の10両編成運転が開始される[24]。
  - 12月1日 - 旧鈴ヶ森駅 - 平和島駅間の下り線が高架化[23]。
- 1974年（昭和49年）12月2日 - 朝ラッシュ時に金沢文庫駅 - 横浜駅間で特急の12両編成運転が開始。
- 1975年（昭和50年）8月27日 - 北品川駅 - 青物横丁駅間の下り線が高架化。北馬場駅と南馬場駅の下り線を統合し、北馬場・南馬場駅（下り専用、現在の新馬場駅）が開業。
- 1976年（昭和51年）10月15日 - 北品川駅 - 青物横丁駅間の上り線も高架化[25]。北馬場駅と南馬場駅の上り線も統合され、北馬場・南馬場駅が新馬場駅（上り線も利用可）に改称。
- 1978年（昭和53年）
  - 3月6日 - 子安駅 - 神奈川新町駅間が三線化。
  - 3月10日 - 金沢文庫駅 - 金沢八景駅間が三線化。
  - 12月19日 - 鶴見市場駅 - 花月園前駅間が高架化（上り線は3月1日に先行高架化）。
- 1981年（昭和56年）6月22日 - 通勤快特が運行開始[26]。
- 1982年（昭和57年）12月1日 - 谷津坂駅が能見台駅に改称[27]。
- 1986年（昭和61年）4月1日 - 夕時間帯以降、快速特急の12両運転が開始。
- 1987年（昭和62年）6月1日 - 京浜蒲田駅が京急蒲田駅、京浜川崎駅が京急川崎駅、京浜鶴見駅が京急鶴見駅、京浜新子安駅が京急新子安駅、京浜富岡駅が京急富岡駅、京浜田浦駅が京急田浦駅、京浜安浦駅が京急安浦駅、京浜大津駅が京急大津駅に改称[28]。
- 1990年（平成2年）12月2日 - 青物横丁駅 - 大森海岸駅間が高架化[29]。
- 1992年（平成4年）4月16日 -「京急ウィング号」（現在の「イブニング・ウィング号 」）が運行開始。
- 1995年（平成7年）
  - 2月21日 - 快速特急の最高速度が品川駅 - 横浜駅間で120km/hに引き上げ[注釈 3]。
  - 4月1日 - 快速特急の最高速度が横浜駅以南で110km/hに引き上げ。特急は全線110km/hで運行。
  - 7月24日 - 8月24日 - 最後の夏季ダイヤ実施[31]。
- 1996年（平成8年）5月12日 - 上大岡駅 - 屏風浦駅間の上り線が高架化[32]。
- 1997年（平成9年）
  - 4月7日 - 京急田浦駅 - 安針塚駅間で土砂崩れによる脱線事故[33]。19名重軽傷[33]。詳細は「京浜急行電鉄脱線事故」を参照。
  - 10月4日 - 都営浅草線直通の特急の12両運転区間が品川駅まで延長される[34]。 空港線直通の特急が運行開始[34]。
- 1998年（平成10年）11月18日 - 空港線の羽田空港駅（現在の羽田空港第1・第2ターミナル駅）の開業に伴い、エアポート快速特急（現在のエアポート快特）、エアポート特急が運行開始[35]。京急蒲田駅が快特停車駅に追加[35]。
- 1999年（平成11年）
  - 7月 - 金沢文庫駅 - 金沢八景駅間が複々線化[36]。
  - 7月31日 - 白紙ダイヤ改正実施。快速特急、エアポート快速特急がそれぞれ快特、エアポート快特に改称。
    - 通勤快特、京急蒲田駅以南の急行が廃止。ただし、通勤快特は金沢文庫駅で快特に種別を変更する特急として運行継続[37]。
    - 都営浅草線直通の横浜方面発着の特急のうち、日中の全列車とラッシュ時の一部列車を快特に格上げ[36]。
    - 金沢文庫駅で快特と増解結を行い、品川駅 - 新逗子駅（現在の逗子・葉山駅）間・浦賀駅間を結ぶ列車を設定[36]。当初は休日のみであったが、後に平日にも拡大。
    - 空港線内の区間列車の大半を本線、都営浅草線直通列車に変更。
- 2002年（平成14年）10月12日 - 京急川崎駅、金沢文庫駅で増解結を行う羽田空港駅 - 新逗子駅間、浦賀駅間の快特も設定される（空港線内は特急として運転）。日中の品川駅発着快特を泉岳寺駅発着に変更。
- 2004年（平成16年）2月1日 - 京急安浦駅が県立大学駅に改称。
- 2007年（平成19年）
  - 1月27日 - 品川駅の引上線で回送列車（6両編成）が脱線。一時品川駅 - 京急川崎駅間で不通。
  - 3月18日 - ICカード乗車券PASMO導入。
- 2009年（平成21年）2月14日 - 保安装置をC-ATSに更新[38]。
- 2010年（平成22年）
  - 5月16日 - 平和島駅 - 六郷土手駅間の上り線が高架化[39]。エアポート快特が京急蒲田駅を通過開始。急行が廃止され、エアポート急行が新設。金沢八景駅が快特、「京急ウィング号」の停車駅に追加[40]。
  - 7月17日 - 京成成田空港線（成田スカイアクセス線）の開業に伴い、同線との直通運転が開始。
  - 10月21日 - 空港線の羽田空港国際線ターミナル駅（現在の羽田空港第3ターミナル駅）の開業を機に、全線で駅ナンバリングが導入[41] 。路線記号は「KK」(KeiKyū)。
- 2012年（平成24年）
  - 9月24日 - 追浜駅 - 京急田浦駅間で土砂崩れによる脱線事故。乗務員を含む32名が重軽傷。この日から27日朝まで金沢八景駅 - 逸見駅間が運休となる。詳細は「京急本線土砂崩れ列車脱線事故」を参照。
  - 10月21日 - 平和島駅 - 六郷土手駅間の下り線が高架化され、同区間の高架化が完成[42][43]。
- 2013年（平成25年）10月16日 - 午前8時頃、県立大学駅付近で土砂崩れが発生。午後0時50分までに復旧[44][45]。
- 2015年（平成27年）
  - 7月7日 - デジタル空間波列車無線（デジタルSR無線）の使用を開始[46] 。
  - 12月7日 -「モーニング・ウィング号」が運行開始[47]。
- 2019年（令和元年）
  - 7月1日 - 朝ラッシュ時の平和島駅 - 品川駅間での普通列車利用者に、「KQスタんぽ」を付与して快特からの乗り換えを促すことによる混雑緩和の取り組みを開始[48]。
  - 9月5日 - 神奈川新町第1踏切で青砥駅発三崎口駅行の快特が、立往生した大型トラックと衝突する事故が発生[49]。詳細は「京浜急行本線神奈川新町第1踏切衝突事故」を参照。7日昼まで[50]京急川崎駅 - 上大岡駅（6日のみ横浜駅）間の上下線で運転を見合せ。
  - 10月26日 - ダイヤ改正により、土休日の一部の快特にウィング・シート が新設。「京急ウィング号」が「イブニング・ウィング号」に改称[51]。
- 2020年（令和2年）
  - 3月14日 - 花月園前駅、仲木戸駅をそれぞれ花月総持寺駅、京急東神奈川駅に改称[52]。
  - 4月1日 - 泉岳寺駅 - 新馬場駅間における連続立体交差事業に着手[53]。
- 2023年（令和5年）11月25日 - エアポート急行を急行に改称[54]。
- 2024年（令和6年）
  - 11月23日 - ダイヤ改正により、「イブニング・ウィング号」の停車駅に、京急蒲田駅、京急川崎駅、横浜駅を追加（いずれも乗車専用駅）[55]。
  - 12月21日 - 本線泉岳寺駅、品川駅、京急蒲田駅、横浜駅と空港線糀谷駅、穴守稲荷駅、羽田空港第1・第2ターミナル駅、羽田空港第3ターミナル駅の自動改札機（大鳥居駅、天空橋駅は簡易改札端末対応）でクレジットカードなどのタッチ決済を活用した乗車サービスの実証実験を開始[56]。

## 運行形態
原則的に40分サイクルのパターンダイヤが組まれている。
本線からは大師線を除く京急各線へ直通列車が運転され、快特はすべて堀ノ内駅から久里浜線に直通する。ただし、朝ラッシュ時には浦賀発着の特急列車（一部は金沢文庫駅以北快特）も運転される。空港線へは品川・横浜両方面から直通列車が設定されている。
都営地下鉄浅草線や京成電鉄各線などと相互乗り入れを行っており、以下に挙げる路線の各駅へ直通列車が存在する。空港線へ乗り入れる列車が多く、一部は久里浜線や逗子線と直通する。現在、京急蒲田駅以南への直通はほぼ自社の車両に限られ、朝・夜を中心に東京都交通局の車両が数本乗り入れる程度だが、かつては京成電鉄や北総開発鉄道（現・北総鉄道）・住宅・都市整備公団の車両も乗り入れていた。なお、京成車については、京急蒲田駅以南への直通は3100形に限定され、2024年11月23日以降は平日のみ久里浜線京急久里浜駅までの1往復が設定されているほか、平日・休日ともに神奈川新町駅までの1往復も設定されている。
- 都営地下鉄浅草線・京成押上線・京成本線経由成田空港駅
  - 京成本線・成田スカイアクセス線経由成田空港駅
  - 京成本線・北総鉄道北総線経由印旛日本医大駅
  - 京成本線・京成東成田線・芝山鉄道線経由芝山千代田駅

### 運行本数
昼間時40分あたりの運行本数は次のようになっている（2022年11月19日時点）。現行ダイヤにおける拠点駅の1時間あたりの運行本数は、横浜駅では日中15本、平日朝のピーク時で23本である。また品川駅では、京急蒲田方面が日中18本、平日朝21本、泉岳寺方面は朝 - 日中がおおむね12本、夜間9本となっている。
| 種別＼駅名 | 種別＼駅名     | 浅草線・ 京成・北総線内 種別 | 直通先        | 泉岳寺    | 品川      | …         | 京急蒲田 | 京急蒲田  | …         | 京急川崎  | …         | 金沢文庫  | 金沢八景  | 金沢八景    | …           | 堀ノ内      | 堀ノ内      | …           | 浦賀        | 使用車両                                        |
| ---------- | -------------- | ---------------------------- | ------------- | --------- | --------- | --------- | -------- | --------- | --------- | --------- | --------- | --------- | --------- | ----------- | ----------- | ----------- | ----------- | ----------- | ----------- | ----------------------------------------------- |
| 運行区間   | エアポート快特 | アクセス特急 （京成線内）    | 成田空港←     | 1本       | 1本       | 1本       | 1本      | →羽田空港 | →羽田空港 | →羽田空港 | →羽田空港 | →羽田空港 | →羽田空港 | →羽田空港   | →羽田空港   | →羽田空港   | →羽田空港   | →羽田空港   | →羽田空港   | 京成車・都営車・京急車 （スカイアクセス線対応） |
| 運行区間   | 快特           |                              |               | 2本       | 2本       | 2本       | 2本      | 2本       | 2本       | 2本       | 2本       | 2本       | 2本       | 2本         | 2本         | 2本         | →京急久里浜 | →京急久里浜 | →京急久里浜 | 京急車 （2100形中心）                           |
| 運行区間   | 快特           | 普通                         | 青砥←         | 1本       | 1本       | 1本       | 1本      | →羽田空港 | →羽田空港 | →羽田空港 | →羽田空港 | →羽田空港 | →羽田空港 | →羽田空港   | →羽田空港   | →羽田空港   | →羽田空港   | →羽田空港   | →羽田空港   | 北総車・京成車・都営車・京急車                  |
| 運行区間   | 特急           | 普通                         | 青砥←         | 1本       | 1本       | 1本       | 1本      | 1本       | 1本       | 1本       | 1本       | 1本       | 1本       | 1本         | 1本         | 1本         | →三崎口     | →三崎口     | →三崎口     | 京急車                                          |
| 運行区間   | 特急           | 特急                         | 京成高砂←     | 1本       | 1本       | 1本       | 1本      | 1本       | 1本       | 1本       | 1本       | 1本       | 1本       | 1本         | 1本         | 1本         | →三崎口     | →三崎口     | →三崎口     | 都営車・京急車                                  |
| 運行区間   | 特急           | 普通                         | 印旛日本医大← | 2本       | 2本       | 2本       | 2本      | →羽田空港 | →羽田空港 | →羽田空港 | →羽田空港 | →羽田空港 | →羽田空港 | →羽田空港   | →羽田空港   | →羽田空港   | →羽田空港   | →羽田空港   | →羽田空港   | 北総車・京成車・都営車・京急車                  |
| 運行区間   | 急行           | 羽田空港←                    | 羽田空港←     | 羽田空港← | 羽田空港← | 羽田空港← | 2本      | 2本       | 2本       | 2本       | 2本       | 2本       | 2本       | →逗子・葉山 | →逗子・葉山 | →逗子・葉山 | →逗子・葉山 | →逗子・葉山 | →逗子・葉山 | 都営車・京急車                                  |
| 運行区間   | 普通           |                              |               |           | 4本       | 4本       | 4本      | 4本       | 4本       | 4本       | 4本       | 4本       | 4本       | 4本         | 4本         | 4本         | 4本         | 4本         | 4本         | 京急車                                          |

### 最高速度と所要時間
京浜間では開業時より伝統的に高速運転が行われてきた。これは、東海道本線や東急東横線、三浦半島方面へは横須賀線、羽田空港アクセスでは東京モノレールと競合するためである。
京急の前身で1898年に創立された大師電気鉄道は、最高速度がわずか8マイル/h (12.8km/h) であった。その後、1931年には急行運転、1936年には待避線による追い越し運転が実施され、緩急結合運転が始まった。
第二次世界大戦後では認可速度80km/hから始まり、1953年に90km/h、1958年秋には100km/h、1967年からは特急で105km/h 運転となった。1995年以降は品川 - 横浜間で120km/h（増圧ブレーキ非装備の車両と、成田スカイアクセス線乗り入れ対応の京成車と都営車以外の車両は110km/h）、横浜以南で110km/h となり、関東の私鉄路線としては京成成田スカイアクセス・つくばエクスプレスに次いで高速の部類に入る。
軌間が標準軌という点は高速運転に有利だが、軌道や信号設備の改良など120km/h運転を行う準備に数年を要した。首都圏の鉄道事業者は、直接他社線と競合する路線が少ないこと、限られた線路容量や線形の中でほぼ終日にわたり高密度ダイヤで運転されること、また高速化よりもまず安全性や定時性、ラッシュ時の輸送力重視という傾向もあることなどから、首都圏の鉄道事業者で一般列車の120km/h以上の運転を実施しているのは2024年の時点で京急のほか、前記の京成成田スカイアクセス、つくばエクスプレスおよびJR東日本と少数である。
なお、品川駅 - 横浜駅間の120km/h区間では、信号機にYG現示を明滅させる抑速信号（C-ATSの照査速度105km/h）を採用している。これは最高速度を105km/hから120km/hとするにあたり、信号機の移設・増設、閉塞数の変更を行わずにブレーキ距離を確保するためである（京急本線の閉塞区間の平均間隔は290mである）。抑速現示による速度制限を受けている状態では従前の進行現示と同等の距離で停止でき、最高速度の向上が可能となった。運転士による各種試験の結果、抑速現示の明滅回数は80回/分、点灯割合50%としている。抑速現示は京急が日本で初めて採用した方式であり、その後は2009年に北総鉄道北総線で、2010年に京成成田スカイアクセスでも採用された。
なお、120km/hで運転できるのは京急車による快特だけで、特急および急行の最高速度は110km/hである。ただし、使用車両の最高速度が低い場合はそれに従うことになる（かつての800形使用の快特および特急の最高速度は100km/hであった）。
| 実施年月   | 最高速度 (km/h) | 種別     | 所要時分    | 所要時分          | 備考             |
| 実施年月   | 最高速度 (km/h) | 種別     | 品川 - 横浜 | 品川 - 京急久里浜 | 備考             |
| ---------- | --------------- | -------- | ----------- | ----------------- | ---------------- |
| 1950年4月  | 80              | 普通     | 47分00秒    | －                | －               |
| 1953年7月  | 90              | 特急     | 31分00秒    | －                | ノンストップ特急 |
| 1958年9月  | 100             | 特急     | 23分40秒    | －                | 逸見駅待避線新設 |
| 1967年3月  | 105             | 特急     | 20分40秒    | 59分40秒          | －               |
| 1968年6月  | 105             | 快速特急 | 18分10秒    | 52分15秒          | 快速特急設定     |
| 1983年10月 | 105             | 快速特急 | 17分40秒    | 49分10秒          | －               |
| 1995年4月  | 120             | 快速特急 | 15分10秒    | 44分55秒          | －               |

1999年に快速特急を「快特」と改称。

### 現行の列車種別
2024年11月23日改正時点では以下の7種別で構成されている。停車駅についての詳細は「停車駅表」を参照。また、速達列車は種別ごとに種別色（停車駅表参照）を定めており、英語での案内にはその色を用いる場合もある。

#### モーニング・ウィング号
平日朝方の上り方面に3本運転される、着席通勤を目的とした列車であり、他社の「ホームライナー」に相当する。1本目（1号）は横須賀中央発品川行き、2本目（3号）は三浦海岸発品川行き、3本目（5号）は三浦海岸発泉岳寺行きとして運転される。三浦海岸駅、横須賀中央駅、金沢文庫駅、上大岡駅から乗車する場合には「Wing Ticket」（300円）または「Wing Pass」（5500円）が必要である。降車は品川駅・泉岳寺駅のみで可能である。
車両は2ドアオールクロスシート8両編成の2100形で運転されている。2021年5月6日より三浦海岸6:09発のモーニング・ウィング3号については、金沢文庫駅まではデュアルシート車1000形1890番台4両編成で運転され、金沢文庫駅からは前方に2100形8両を増結した12両編成で運転されている。
停車駅
三浦海岸駅 → 横須賀中央駅 → 金沢文庫駅 → 上大岡駅 → 品川駅 → 泉岳寺駅

#### イブニング・ウィング号
平日夜間の下り方面にのみ運転される、着席通勤を目的とした列車であり、他社の「ホームライナー」に相当する。品川駅、京急蒲田駅、京急川崎駅、横浜駅から乗車する場合には「Wing Ticket」（300円）が必要だが、上大岡駅 - 三崎口駅（一部列車は京急久里浜駅）間については一般の「快特」として運行されるため、乗車券のみで乗車できる。停車駅や着席整理料金など一般の快特とは趣を異にするが、正式な種別は「快特」となっている。本線の泉岳寺駅 - 品川駅間や堀ノ内駅 - 浦賀駅間、都営浅草線などには乗り入れない。
車両は、2ドアクロスシート8両編成が専用で用いられており、運行開始当初は2000形、2024年現在は2100形となっている。
停車駅
品川駅 → 京急蒲田駅 → 京急川崎駅 → 横浜駅 → 上大岡駅 → 金沢文庫駅 → 金沢八景駅 → 横須賀中央駅 → 堀ノ内駅 - （久里浜線内各駅） - 京急久里浜駅 - 三崎口駅
2024年11月22日までは、京急蒲田駅・京急川崎駅・横浜駅は通過していたが、同年11月23日に行われたダイヤ改正でこの3駅が乗車専用で停車駅に追加された。この3駅からの「Wing Ticket」は会員制座席指定券購入サイト「KQuick」限定の発売となる。
品川駅から上大岡駅までの所要時間は最速32分（14号および16号）。

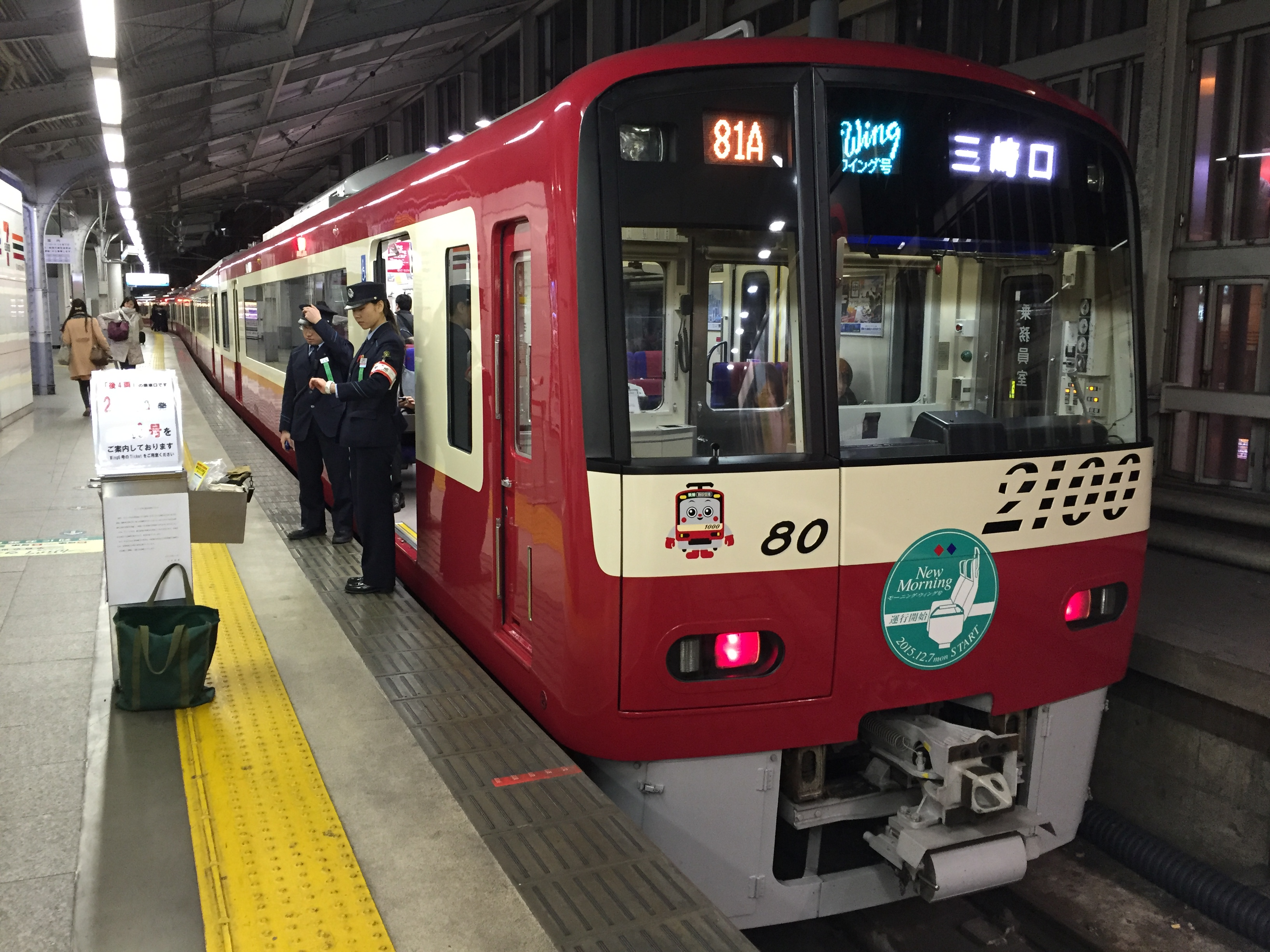
京急ウィング号（現 イブニング・ウィング号）
（2016年1月)

#### エアポート快特
都心方面と東京国際空港（羽田空港）を結ぶ特急料金不要の最速達列車で、品川駅 - 羽田空港第3ターミナル駅間をノンストップで走行し、羽田空港第1・第2ターミナル駅に着発する列車である。全列車・全区間8両編成で運転される。
2012年（平成24年）10月ダイヤ改正以降は、日中の列車は都営浅草線に直通し、押上駅からの京成線内は種別を「アクセス特急」に変更の上で成田スカイアクセス線経由で成田空港駅に向かうダイヤが40分間隔で組まれている。また成田空港駅からは、逆のパターンが組まれている。
現行ダイヤでは以下の運行パターンがある。
- 羽田空港第1・第2ターミナル駅 - 成田スカイアクセス線経由成田空港駅
  - 浅草線内はエアポート快特で、京成線・北総線・成田スカイアクセス線内はアクセス特急として運転されている。
  - 車両は成田スカイアクセス線に乗り入れ可能な京急新1000形10次車以降、600形、1500形[65]、都営5500形、京成3000形、3100形、3700形が使用される。また、京急車での運用は土休日ダイヤのみとなっている。

「エアポート快特」は、1998年（平成10年）に設定された「エアポート快速特急」を前身とする。当時は羽田空港へのアクセスのみならず、羽田空港駅（当時。現在の羽田空港第1・第2ターミナル駅）と京成線の成田空港駅を乗り換えなしで結ぶ最上位の種別として登場し、京急線・都営浅草線内では「エアポート快速特急」、京成線内では「エアポート特急」として全区間で通過運転がされていた。なお、これらの列車は京成高砂駅で、京成本線の京成上野駅 - 京成高砂駅間を運転する「エアポート特急」に接続していた。特に都営浅草線内で通過運転を行ったことが画期的であったが、京急線内での扱いは快速特急と同じであり、名前だけを差別化した形であった。1999年（平成11年）にエアポート快特に改称する。2000年代の一時期（2002年頃）は京成線内の扱いが快速への格下げと運転区間の短縮により成田空港駅まで到達しない列車が大半となり、当初の目的を果たしているとは言い難い状況になっていたが、2010年（平成22年）7月17日に京成成田空港線（成田スカイアクセス線）が開業し、京成線内を京成本線経由から、こちらに切り替えることで再び両空港を乗り換えなしで結ぶ列車として運転されるようになった。これに先立ち、2010年（平成22年）5月のダイヤ改正において京急蒲田駅を通過するようになり、京急線内でも快特との実質的な差別化が図られるようになった。2012年（平成24年）10月のダイヤ改正からは種別の色をオレンジに変更し、快特との差別化および京成線アクセス特急との共通化が図られるようになった。

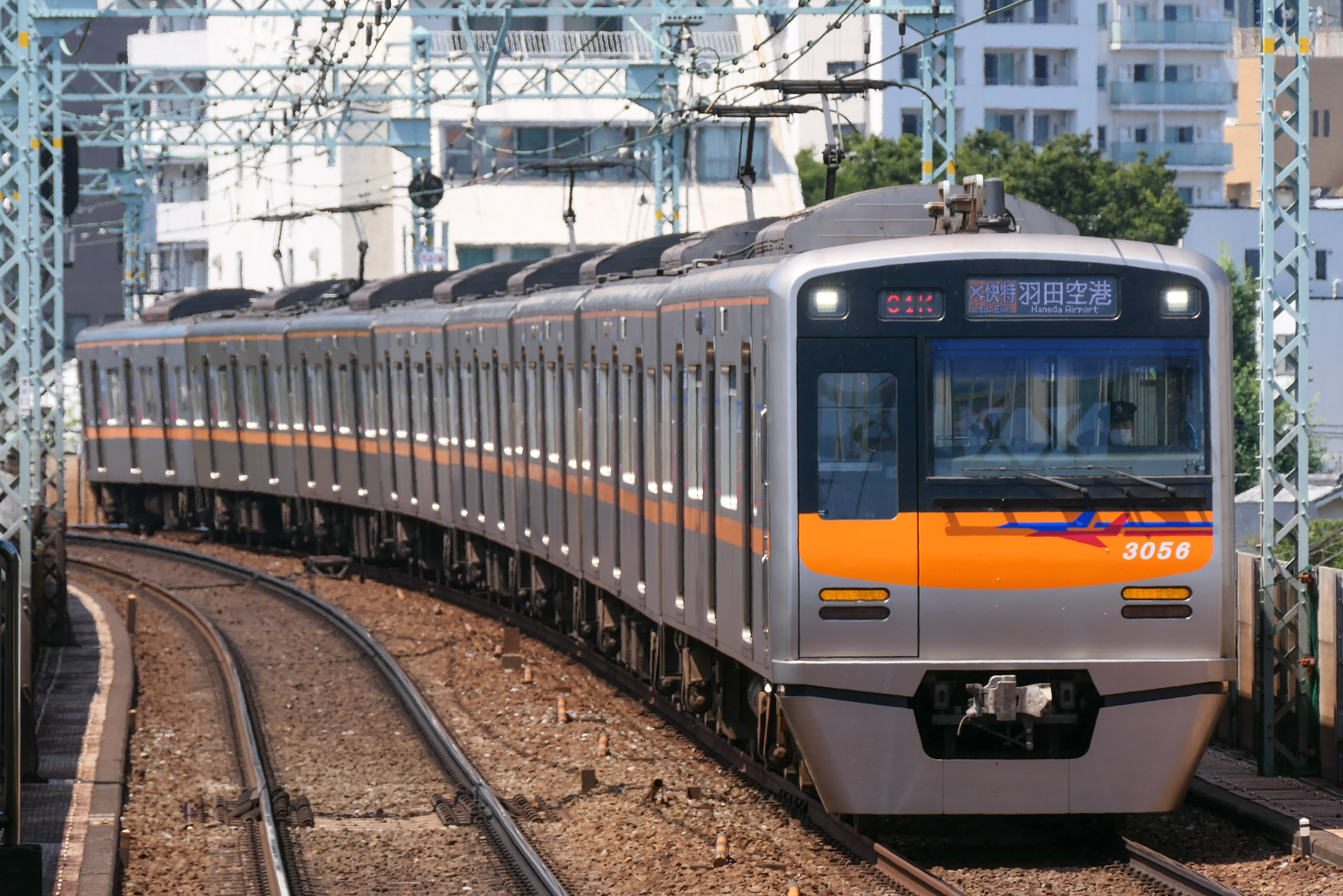
京成3050形によるエアポート快特
（2021年7月 新馬場駅）

#### 快特
現行ダイヤでは堀ノ内駅から久里浜線に直通して京急久里浜駅や三崎口駅を発着駅とする系統と、京急蒲田駅から空港線に直通して羽田空港第1・第2ターミナル駅を発着駅とする系統があり、ほぼ終日の設定がある。
1968年（昭和43年）に設定された「快速特急」を前身とする。快速特急は特急よりもさらに上位の種別で、それまで運転されていた三浦半島の観光地に向けた列車、ハイキング特急を格上げする形で登場した。このため当初は土休日に特急の合間に何本か設定されているにすぎなかったが、通勤需要の拡大とともに徐々に設定時間と運転本数が拡大されていき、また本線末端部よりも久里浜線へ直通するダイヤへとなって行った。1999年夏のダイヤ改正からは通称・略称として用いられていた「快特」が正式名称となり、同時に「特急」を置き換える形で大増発を行い、日中はほぼ10分に1本は確保されるようになった。この時都営浅草線・京成線・北総線（以下：都心方面）へ直通する快特も設定された。さらに2012年10月21日改正では、日中の北総線 - 都営浅草線 - 羽田空港の系統のエアポート急行が快特へ格上げされ、品川駅では約5分間隔で京急久里浜・三崎口方面の列車と羽田空港方面の列車が交互に運転する形となっていたが、2022年11月26日のダイヤ改正より、日中の都営線方面と横浜方面を直通する快特と北総線方面と羽田空港を直通する快特が特急に変更された。
平日朝ラッシュ時上りの快特は京急久里浜駅・浦賀駅 → 金沢文庫駅間は特急として運転され、汐入駅・追浜駅にも停車する（1999年以前の通勤快特）。
車両は8両編成を基本とするが、金沢文庫駅 - 品川駅間では4両編成を連結して、大手私鉄最長である12両編成で運転される快特も設定されている。その場合、金沢文庫駅・品川駅において連結・切り離し作業を行う。原則進行方向後部に連結する。この12両編成の運用には京急の車両だけが充当される。京急以外の8両編成が用いられることは少なく、京急蒲田駅以南で京急以外の車両は原則羽田空港方面の運用が中心のため、横浜方面ではほとんど見ることができないほか、京成車の場合方向幕が京成の種別に合わせて「快速特急」となる。都営車は、久里浜線に直通し三崎口駅を発着駅とする運用も設定されている。
運行当初は久里浜線の津久井浜駅まで通過運転を行っていたが、近年は停車駅が増加しており、1998年に空港線が羽田空港駅（現在の羽田空港第1・第2ターミナル駅）まで延伸開業すると同時に京急蒲田駅が停車駅となり、1999年夏のダイヤ改正からは久里浜線内各駅停車となった。さらに、2010年5月16日からのダイヤ改正からは、金沢八景駅も停車駅に追加された。なお、自社路線内では最速の列車であるが、都営浅草線内ではすべての列車が各駅停車となる。詳細は「都営地下鉄浅草線」や「エアポート快特」を参照されたい。
列車番号の末尾のアルファベットはA、B、SHの3つが使用されている（他社局の車両が使用される場合をのぞく）。基本的に、Aは京急線内のみの運用、Bは平日朝の上りの金沢文庫以南が特急・以北が快特の列車とその送り込み（1999年まで存在した通勤快特と同様）、SHは地下鉄に直通する快特の運用に用いられるが、一部例外もある。
現行ダイヤでの運行形態は以下の通り。
本線内運転系統
- 泉岳寺駅・品川駅 - 京急久里浜駅・三崎口駅
  - 日中時間帯は2ドアの2100形を中心に使用され、泉岳寺駅まで乗り入れる。泉岳寺駅で浅草線（京成本線経由）快速成田空港行きに接続する。
  - 2019年10月28日のダイヤ改正より、土休日の一部の快特の2号車にウィングシートが設定されている。
  - 平日朝・夕ラッシュ時において品川駅 - 金沢文庫駅間については12両編成で運転される。平日朝下り・夜上りについては基本編成8両の前に付属編成4両を、品川駅着20時台後半以降の列車については基本編成8両の後ろに付属編成4両を、平日朝上り・夕方下りについては基本編成8両の後ろに付属編成4両を、土休日朝に下りは品川駅 - 金沢文庫駅で、上りは金沢文庫駅 - 京急川崎駅間において基本編成8両の後ろに付属編成4両を連結して運転される。
  - 日中時間帯以外は平日においては品川駅発着となるが夜に泉岳寺行きが1本設定されている。

本線都営浅草線直通系統
- 京成線 - 京急久里浜駅・三崎口駅
  - 原則、他事業者線内は普通となる。ただし、平日に1本のみ、青砥始発の快速特急として運転される列車が設定されている他、三崎口始発の京成線及び北総線内を特急として運転される列車が存在する。
  - 2022年11月26日のダイヤ改正より、都営線方面に直通する快特は朝と夕方〜夜にかけてのみの運転となった。
  - 原則3ドア直通運転対応の京急車で運転される。

空港線直通系統
- 泉岳寺駅・品川駅 - 羽田空港第1・第2ターミナル駅
- 成田空港駅（着のみ）・京成成田駅（着のみ）・宗吾参道駅（発のみ）・京成高砂駅・青砥駅 - 羽田空港第1・第2ターミナル駅
  - 京成車・都営車による運転が中心。
  - エアポート快特と交互に40分間隔で運転される。
  - 京成高砂・青砥発着は京成線内では普通で運転する（都営線内は各駅に停車）。宗吾参道始発と京成成田行き、京成本線成田空港行きは京成線内では快速・通勤特急・特急、都営線内ではエアポート快特として運転する。

- 北総線印旛日本医大駅・印西牧の原駅 - 羽田空港第1・第2ターミナル駅
  - 他事業者線内は原則普通
  - 北総車と都営車による運転が中心。

- 羽田空港第1・第2ターミナル発成田空港行き
  - 浅草線・京成線（成田スカイアクセス線含む）内ではアクセス特急として運転されている。
  - 車両は成田スカイアクセス線に乗り入れ可能な京成車のそれぞれ8両が使用される。

- 羽田空港第1・第2ターミナル駅 - 三浦海岸駅（発のみ）

| 駅名             | 泉岳寺 | 品川 | 京急蒲田 | 京急川崎 | 横浜 | 上大岡 | 金沢文庫 | 金沢八景 | 横須賀中央 | 堀ノ内 | 新大津 | 北久里浜 | 京急久里浜 | ＹＲＰ野比 | 京急長沢 | 津久井浜 | 三浦海岸 | 三崎口 | 備考                                                                                     |
| ---------------- | ------ | ---- | -------- | -------- | ---- | ------ | -------- | -------- | ---------- | ------ | ------ | -------- | ---------- | ---------- | -------- | -------- | -------- | ------ | ---------------------------------------------------------------------------------------- |
| 1968年6月15日 -  |        | ●    | －       | ●        | ●    | ●      | ●        | －       | ●          | －     | －     | －       | ●          | －         | －       | ●        | ●        |        | 運転開始                                                                                 |
| 1975年4月26日 -  |        | ●    | －       | ●        | ●    | ●      | ●        | －       | ●          | －     | －     | －       | ●          | －         | －       | ●        | ●        | ●      | 三浦海岸駅 - 三崎口駅間開業                                                              |
| 1996年7月20日 -  |        | ●    | －       | ●        | ●    | ●      | ●        | －       | ●          | －     | －     | －       | ●          | ●          | ●        | ●        | ●        | ●      | 野比駅（1998年4月にYRP野比駅と改称）・京急長沢駅に停車となり、京急久里浜駅以南各駅停車化 |
| 1998年11月18日 - |        | ●    | ●        | ●        | ●    | ●      | ●        | －       | ●          | －     | －     | －       | ●          | ●          | ●        | ●        | ●        | ●      | 京急蒲田駅に停車                                                                         |
| 1999年7月31日 -  |        | ●    | ●        | ●        | ●    | ●      | ●        | －       | ●          | ●      | ●      | ●        | ●          | ●          | ●        | ●        | ●        | ●      | 堀ノ内駅、新大津駅、北久里浜駅に停車となり、久里浜線内各駅停車化                         |
| 2002年10月12日 - | ●      | ●    | ●        | ●        | ●    | ●      | ●        | －       | ●          | ●      | ●      | ●        | ●          | ●          | ●        | ●        | ●        | ●      | 一部を泉岳寺駅まで延長                                                                   |
| 2010年5月16日 -  | ●      | ●    | ●        | ●        | ●    | ●      | ●        | ●        | ●          | ●      | ●      | ●        | ●          | ●          | ●        | ●        | ●        | ●      | 金沢八景駅に停車                                                                         |

●：停車 －：通過
なお、1987年5月まで、現在の京急○○はそれぞれ京浜○○という駅名だった。例：京急蒲田駅→京浜蒲田駅、京急川崎駅→京浜川崎駅など。

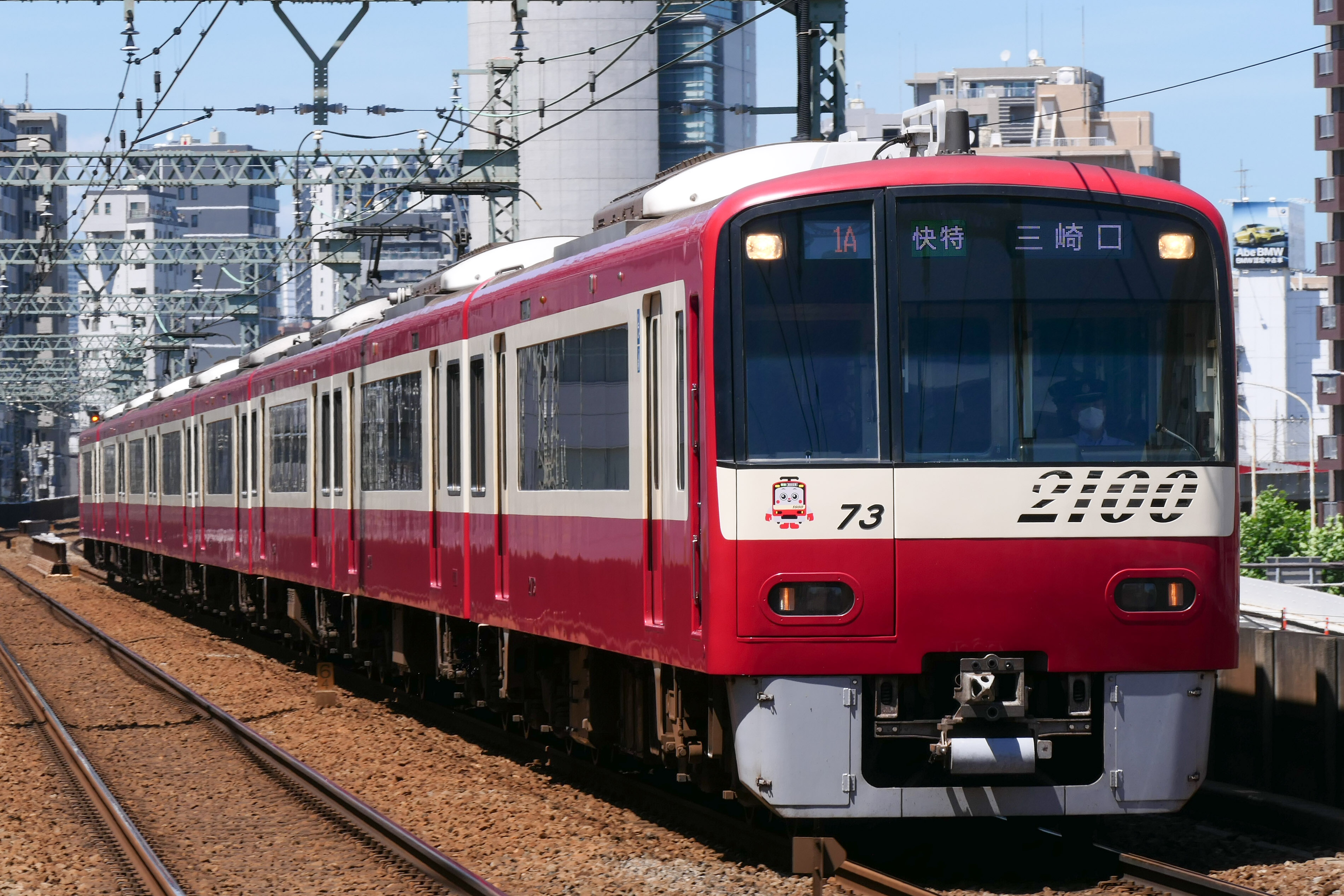
主に京急本線の快特に用いられる2100形
（2021年7月 大森海岸駅）

#### 特急
特急は、1968年（昭和43年）に「快速特急」（1999年のダイヤ改正より「快特」に名称変更）が設定されるまで本線最上位の種別であり、「快特」設定後も本数の多いダイヤの中心的な種別であったが、1999年夏のダイヤ改正から空港線に乗り入れる列車を除いた日中のすべての特急が快特に置き換わった。運転範囲は広く、大師線を除く全線で運転されている。
1999年夏のダイヤ改正以降は一部を除き長く朝夕ラッシュ時のみの運転であったが、2022年11月26日のダイヤ改正から、快特を置き換える形で本線・空港線系統とも日中に20分間隔で再設定され、本線においては1999年夏のダイヤ改正前以来23年ぶりの復活となった。
基本的には8両編成での運転だが、品川駅 -  金沢文庫駅（下りは京急川崎駅）間では12両編成で運転されている。連結パターンについては後述する。現行ダイヤでは以下の運行パターンがある。
京急線内系統
- 三崎口駅・三浦海岸駅（着のみ）・京急久里浜駅・浦賀駅（発のみ）・堀ノ内駅（発のみ）・逗子・葉山駅・金沢文庫駅（着のみ）・神奈川新町駅（着のみ）・京急蒲田駅（発のみ） - 金沢文庫駅・神奈川新町駅・品川駅・泉岳寺駅発着
  - 平日夕ラッシュ時上りについては品川駅 - 金沢文庫駅間、土曜朝上りについては品川駅 - 金沢文庫駅間は12両編成で運転される。基本編成8両の前に付属編成4両を連結する。なお2017年10月28日以降は京急蒲田行きは京急久里浜行きに延長され、廃止された。

- 堀ノ内駅発浦賀駅行き・金沢文庫駅発逗子・葉山駅行き
  - 送り込みとして設定されている。なお逗子・葉山駅行きの1本は都営車で運転されている。

- 京急久里浜駅・浦賀駅（発のみ）・逗子・葉山駅 ・品川駅（発のみ）- 羽田空港第1・第2ターミナル発着
  - 平日朝ラッシュ上りの一部列車は金沢文庫駅 - 神奈川新町駅間を12両編成（基本編成8両の前に付属編成4両を連結）で運転される。

都営浅草線直通系統
- 三崎口駅・三浦海岸駅（着のみ）・京急久里浜駅・浦賀駅（発のみ）・逗子・葉山駅・金沢文庫駅（着のみ）・神奈川新町駅・羽田空港第1・第2ターミナル発着 - 浅草線押上駅、京成線青砥駅・京成高砂駅・京成佐倉駅（着のみ）・成田空港駅（発のみ）、北総線印西牧の原駅・印旛日本医大駅、成田スカイアクセス線成田空港駅発着
  - 浅草線・京成押上線・京成本線・北総線直通。新1000形などの3ドアの直通運転対応の京急車で運転される。なお京成佐倉駅・成田空港駅発着は原則として新1000形及び600形、1500形での運転。
  - 押上線内は特急・普通、京成本線内は快速・普通、北総線内は普通、浅草線（北行のみ）内はアクセス特急・快速・普通、浅草線（南行のみ）内は特急となる。

- 三崎口駅発着 - 京成佐倉駅（着のみ）・成田空港駅（発のみ）
  - 浅草線・京成押上線・京成本線直通。新1000形及び600形、1500形での運転。平日夕方に南行1本設定されている。なお2017年10月28日に土休日朝に浦賀発京成佐倉行きが1本設定されたが、2022年2月26日のダイヤ改正で三崎口発京成佐倉行きに変更された。また、2019年10月28日以降は京成佐倉発三崎口行きが成田空港駅発に延長された（平日のみ運転）。
  - 京成線内は快速、浅草線（北行のみ）内は快速、浅草線（南行のみ）内は特急となる。

- 三崎口駅（発のみ）・京急久里浜駅・神奈川新町駅（発のみ） - 成田空港駅（着のみ）
  - 浅草線・京成押上線・京成本線・成田スカイアクセス線直通。大半は新1000形及び600形、1500形での運転。ただし、平日夜1本は京成電鉄の3100形で運転。
  - 浅草線（北行のみ）・京成線・成田スカイアクセス線内はアクセス特急で、浅草線（南行のみ）内は特急として運転。

- 平日朝ラッシュ時は品川駅 - 金沢文庫駅（下りは京急川崎駅）では12両編成で運転されている。平日朝ラッシュ時上りの大半の列車は基本編成8両の前に付属編成4両を連結し、それ以外の列車は基本編成8両の後ろに付属編成4両を連結して運転する。なお朝ラッシュ時に運行される後4両が京急川崎駅止まりとなる列車はダイヤ上は神奈川新町駅までの運行とされ、京急川崎駅で切り離しを行わずに旅客案内上、同駅以南を回送扱いとして運行し、次の神奈川新町駅で前8両と切り離す。

深夜特急
平日の本線下り終電が「特急」であることに由来する。品川駅発0時台の京急久里浜行きは金沢文庫駅以遠において、成田空港駅発成田スカイアクセス線経由金沢文庫行き（京成・成田スカイアクセス線内アクセス特急）は京急線内全区間で途中駅での普通列車など京急線内で他の列車との接続がなかった。一般に他社では終電は各駅停車としていることから、終電間際に他の特急と区別するために用いられていた。また、土休日は本線全区間において普通列車が終電であった。なお金沢文庫行きの列車（北総線印旛日本医大駅始発）は都営車で運転されていたが、2017年10月28日以降は京急久里浜駅行き・金沢文庫駅行きのどちらも京急車で運転されており、成田空港駅発は新1000形及び600形、1500形で運転されていた。
2021年1月20日、新型コロナウイルス感染拡大の緊急事態宣言による東京都と神奈川県からの要請で、終電を繰り上げる際に、金沢文庫行きの品川駅 - 金沢文庫駅間、京急久里浜行きの金沢文庫駅 - 京急久里浜駅間の運行を休止し、運行を再開することなく同年3月27日のダイヤ改正にて正式に廃止された。
平日ラッシュ時間帯においては、京急線で完結する運用が多い「快特」に対し、当種別は都心方面直通列車となるものが多い。上り列車は金沢文庫駅 → 品川駅間の本線内は「快特」同様の最大12両編成となるが、都営浅草線及び京成線内は最大8両編成での運転であるため、品川駅で切り離し作業を行う。ただし、下り列車は神奈川新町駅の下りホーム有効長が8両分のため、品川駅 → 京急川崎駅の区間のみで12両運転を行う。余った4両は京急川崎駅から客扱いをせずに車両基地のある神奈川新町駅までそのまま連結するか、京急川崎駅で切り離して普通列車として運転される。
平日朝ラッシュ時の一部特急は金沢文庫駅以北は快特として運転される（1999年以前の通勤快特）。
列車番号の末尾に付けられるアルファベットはC、H、Bが使用されている（京急以外の車両が使用される場合を除く）。Cは線内運転の列車、Bは平日朝の上りの金沢文庫以南が特急・以北が快特の列車とその送り込み（1999年まで存在した通勤快特と同様）、Hは地下鉄直通の運用に用いられている。ただし三崎口駅・京急久里浜駅・浦賀駅 - 品川駅・泉岳寺駅間を通して運転される自社線内完結の列車及び折り返しの送り込みとしてHをつける列車が早朝・深夜に存在する。
1999年の改正以後、日中の特急は羽田空港駅（現在の羽田空港第1・第2ターミナル駅） - 京急蒲田駅 - 京急川崎駅間のみで見られた。この列車は京急川崎駅 - 金沢文庫駅間で快特と併結、自身の列車種別を快特に変更して羽田空港駅と横浜方面とを結んでいた。この列車の下り方面行きは併結相手の快特に先行して京急蒲田駅を発車し、京急川崎駅構内の引き上げ線に一時停車して、品川方面からやってきた快特を先にホームに進入させた後、その後部に連結するという珍しい方法で運転されていた。
定期列車としての「特急」が設定されたのは1954年3月22日で、設定当初は平日の朝ラッシュ時のみの運転であった。1957年3月17日には20分間隔で終日運転されるようになった。1965年2月20日までは神奈川新町駅ではなく子安駅に停車していた。
停車駅の変遷
特記事項のないものは、空港線・逗子線内は各駅に停車する。
- 1954年3月22日から
  - 品川駅 - 学校裏駅（平和島駅） - 京浜川崎駅（京急川崎駅） - 京浜鶴見駅〈上りのみ〉 - 子安駅 - 横浜駅 - 上大岡駅 - 金沢文庫駅 - 金沢八景駅 - 追浜駅〈上りのみ〉- 横須賀汐留駅（汐入駅）〈上りのみ〉 - 横須賀中央駅 - 横須賀堀内駅（堀ノ内駅）〈上りのみ〉 - 浦賀駅

- 1954年7月7日（久里浜線直通運転開始。京浜蒲田駅・馬堀海岸駅が停車駅に追加され、上りのみ停車していた京浜鶴見駅、追浜駅、横須賀汐留駅、横須賀堀内駅は上下とも通過駅になる）
  - 品川駅 - 学校裏駅 - 京浜蒲田駅（京急蒲田駅） - 京浜川崎駅 - 子安駅 - 横浜駅 - 上大岡駅 - 金沢文庫駅 - 金沢八景駅 - 横須賀中央駅 - 馬堀海岸駅 - 浦賀駅
    - 久里浜線直通の特急は、横須賀中央駅・湘南久里浜駅（京急久里浜駅）間無停車。

- 1958年3月17日（追浜・横須賀汐留・横須賀堀内・湘南大津の各駅が停車駅に追加）
  - 品川駅 - 学校裏駅 - 京浜蒲田駅 - 京浜川崎駅 - 子安駅 - 横浜駅 - 上大岡駅 - 金沢文庫駅 - 金沢八景駅 - 追浜駅 - 横須賀汐留駅 - 横須賀中央駅 - 横須賀堀内駅 - 湘南大津駅（京急大津駅） - 馬堀海岸駅 - 浦賀駅
    - 久里浜線直通の特急は、久里浜線内各駅停車となる。

- 1965年2月21日（神奈川新町駅が停車駅に追加され、子安駅が通過駅になる）
  - 品川駅 - 平和島駅 - 京浜蒲田駅 - 京浜川崎駅 - 神奈川新町駅 - 横浜駅 - 上大岡駅 - 金沢文庫駅 - 金沢八景駅 - 追浜駅 - 汐入駅 - 横須賀中央駅 - 堀ノ内駅 - 京浜大津駅（京急大津駅） - 馬堀海岸駅 - 浦賀駅

- 1968年6月21日（青物横丁が停車駅に追加される）
  - 品川駅 - 青物横丁駅 - 平和島駅 - 京浜蒲田駅 - 京浜川崎駅 - 神奈川新町駅 - 横浜駅 - 上大岡駅 - 金沢文庫駅 - 金沢八景駅 - 追浜駅 - 汐入駅 - 横須賀中央駅 - 堀ノ内駅 - 京浜大津駅 - 馬堀海岸駅 - 浦賀駅

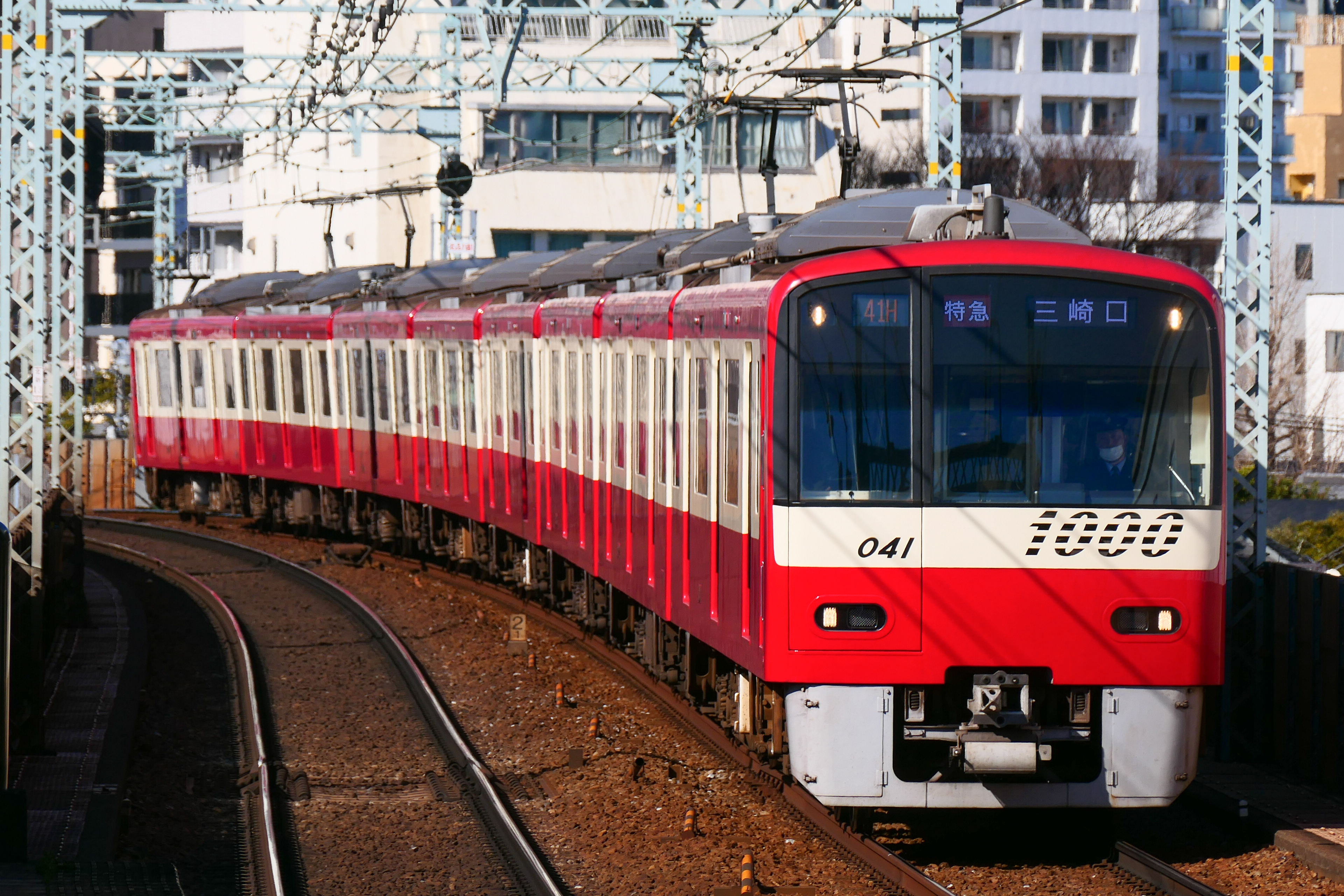
2022年11月より、日中の一部の快特を置き換える形で特急が設定されている（2023年2月 新馬場駅）

#### 急行

##### 概要および運行形態
2010年5月16日から2023年11月24日までは「エアポート急行」として運行されていた。列車種別名を改称した理由は、京急蒲田駅 - 新逗子駅（現：逗子・葉山駅）間においても新たにエアポート急行を設定するにあたり、かつて同区間を運行していた「急行」とは停車駅が異なることから、「急行」と「エアポート急行」は別の種別であることを位置付ける目的があり、既存の羽田空港駅（現：羽田空港第1・第2ターミナル駅） - 京急蒲田駅 - 泉岳寺方面間の急行と合わせて種別名の統一を図ったものである。
おもに都心方面 - 羽田空港間を本線・空港線経由で結ぶ列車（一部は都営浅草線・京成線・北総線からの直通列車）と、逗子・葉山駅 - 羽田空港第1・第2ターミナル間を逗子線・本線・空港線を経由して結ぶ列車の2系統があり、平日朝ラッシュ時間帯は主に前者が約10分間隔、日中は後者が20分間隔、平日夕方から夜にかけては前者と後者がそれぞれ約10分間隔で運転されている。
また、平日朝に1本と土休日夜間に2本は品川方面から横浜方面に直通する下り列車もある。
2023年11月25日（土休日ダイヤ）及び27日（平日ダイヤ）に実施のダイヤ改正において、「エアポート急行」の種別名が「急行」に変更された。停車駅の変更は行われないが、種別表示の「飛行機マークと急行」からは飛行機マークが削除される。インバウンド（訪日外国人）客の増加により、外国人が誤って羽田空港駅に行かない列車に乗車してしまうのを防止するためとしている。これにより、「急行」からの改称によって登場した「エアポート急行」の名称は、登場から約13年半で元の名称に戻される形で消滅することとなった。また、このダイヤ改正により、品川方面と逗子・葉山駅とを結ぶ列車が設定されるようになった。

##### 泉岳寺方面 - 羽田空港第1・第2ターミナル間
2010年（平成22年）5月15日まで運行されていた「急行」から列車種別名を変更し、2023年11月24日まで「エアポート急行」として運行されていたものである。
2012年10月21日のダイヤ改正から、日中と土休日夜間のエアポート急行については、快特へ格上げされたため、これらの時間は運行されなくなった。2022年11月26日のダイヤ改正以降は、土休日夜間の急行は運行されているものの、日中は特急で運行されているため、急行は引き続き一部の時間帯のみの運行となっている。
朝ラッシュ時間帯においては、品川方面からの列車が増発されたが、2010年5月15日まで空港線内のみの運用である急行が毎時3本運行されていたが廃止され、同時間帯はすべての列車が本線直通列車となった。
大多数の列車は、泉岳寺駅から先の都営浅草線と京成押上線を介して京成本線成田空港駅、芝山鉄道芝山千代田駅および北総線印旛日本医大駅まで相互直通運転を行っている。このため、北側の急行は乗り入れ先の車両で運用されていることが多い。
運行パターンとしては例として以下のタイプが存在する。
- 羽田空港第1・第2ターミナル駅 - 品川駅・泉岳寺駅
- 羽田空港第1・第2ターミナル駅 - 浅草線押上駅、京成線青砥駅・京成高砂駅、北総線印西牧の原駅・印旛日本医大駅
  - 浅草線（北行のみ）ではエアポート快特・普通で、浅草線南行は急行で、京成線では特急・普通で、北総線内は特急（北行のみ）・普通で運転する。
- 羽田空港第1・第2ターミナル駅 - 成田スカイアクセス線経由成田空港駅
  - 浅草線（北行のみ）・京成線（成田スカイアクセス線含む）内はアクセス特急で、浅草線南行は急行またはエアポート快特で運転される。
  - 成田スカイアクセス線直通系統の車両は成田スカイアクセス線に乗り入れ可能な京急新1000形、1500形、600形、都営5500形、京成3000形、3000形50番台、3100形[注釈 9]の8両編成が使用される。
- 羽田空港第1・第2ターミナル駅（発のみ） - 押上線普通・成田スカイアクセス線アクセス特急系統
  - 羽田空港第1・第2ターミナル駅 - 京成高砂駅 - 成田空港駅
  - 浅草線・押上線内は普通で、成田スカイアクセス線内はアクセス特急で運転される。京成高砂駅で行先・種別の変更を行う。
  - 平日ダイヤの北行1本のみの運転で、都営車（5500形）での運行。
- 羽田空港第1・第2ターミナル駅 - 京成本線経由京成佐倉駅・宗吾参道駅・京成成田駅・成田空港駅・芝山千代田駅（着のみ）
  - 浅草線（北行）内はエアポート快特・快速特急・特急・通勤特急・快速、浅草線（南行）内は急行・エアポート快特で、京成線内は快速特急・特急・通勤特急（北行のみ）・快速で運転されている。京成車または都営車で運転される。
- 羽田空港第1・第2ターミナル駅 - 押上線普通・京成本線快速系統
  - 羽田空港第1・第2ターミナル駅 - 京成高砂駅 - 京成佐倉駅・成田空港駅（発のみ）
  - 浅草線（北行のみ）・押上線内は普通で、浅草線（南行のみ）内は急行で、京成本線内は快速で運転される。京成高砂駅で行先・種別の変更を行う。
  - 平日朝北行2本、全日夜間南行1本のみ運転される。

原則として後続の横浜方面行きの快特（または特急）には追い抜かれない。
泉岳寺方面行きは京急蒲田駅で横浜方面からの快特からの接続をうける。鮫洲駅で普通列車を追い抜くのは朝夕の一部のみ設定されている。
車両
京浜急行電鉄・東京都交通局・京成電鉄・北総鉄道の各事業者に所属する8両編成で運行される。

##### 逗子・葉山 - 羽田空港第1・第2ターミナル間

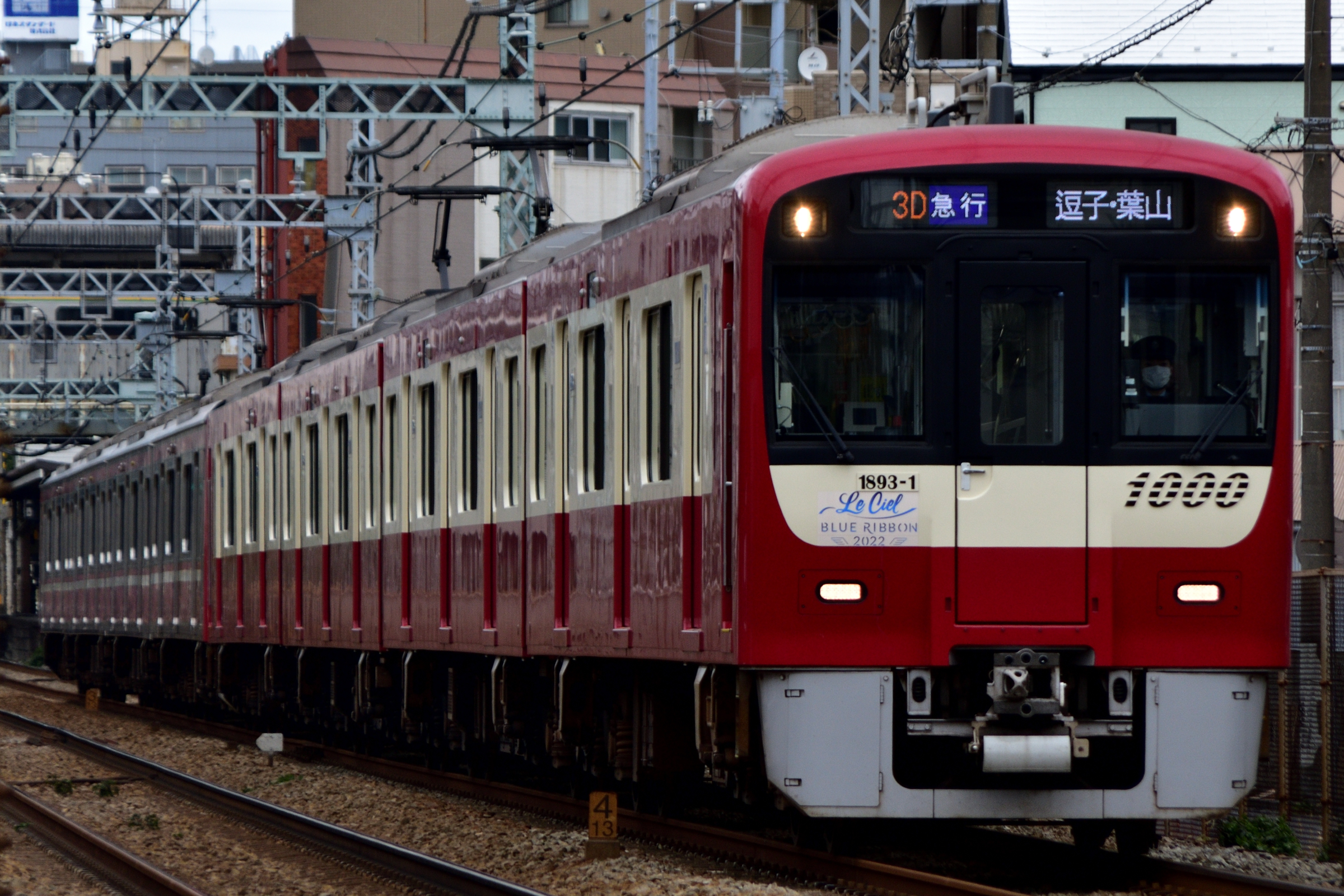
京急1000形21次車による急行
（2023年11月 八丁畷駅 - 鶴見市場駅間）

横浜方面から羽田空港へのアクセスを向上させるため、普通列車を格上げする形で2010年（平成22年）5月16日に新設された。
この区間にはかつて「急行」が存在したことは前記したが、1999年（平成11年）7月31日に実施されたダイヤ改正により廃止されたため、この「エアポート急行」は約10年ぶりとなる事実上の急行の復活である。ただし、当時の急行とは停車駅が異なっており、かつて急行停車駅であった鶴見市場駅・花月園前駅（現：花月総持寺駅）・生麦駅・子安駅・黄金町駅・京急富岡駅は通過駅となり、逆に急行が通過していた仲木戸駅（現：京急東神奈川駅）・井土ヶ谷駅・弘明寺駅・杉田駅・能見台駅がエアポート急行の停車駅となった。なおエアポート急行の停車駅は京急鶴見駅や京急東神奈川駅、杉田駅など京浜東北線・根岸線と至近の駅が多い。なお、2023年11月25日のダイヤ改正による「エアポート急行」から「急行」への改称により、この区間においては約24年ぶりに「急行」の種別名が復活した。
日中を中心に20分間隔（1時間に3本）、8両編成または6両編成での運行であり、ほとんどの列車が逗子・葉山駅 - 羽田空港方面間を運行するが、途中駅である京急川崎駅・神奈川新町駅・横浜駅（始発のみ）・金沢文庫駅を始発・終着とする列車も存在する。運行時間帯は平日ダイヤでは主に日中と夕ラッシュ時、土休日ダイヤではほぼ終日である。急行が運行されていない時間帯には、羽田空港方面発着の快特・特急・普通が運行される。平日夕ラッシュ時の下りの一部には、イブニング・ウィング号を介し、横浜駅 - 京急久里浜駅方面の先着列車となるパターンも存在する。
2010年5月16日以前の運行形態
横浜方面と羽田空港のアクセスは快特・特急の増結車が担っていた。
しかし、羽田空港方面 - 京急川崎駅間が特急、京急川崎駅 - 金沢文庫駅間が快特・特急、金沢文庫駅以南が普通と複雑なダイヤであった。
主に、平日は新逗子駅（現：逗子・葉山駅）発着、土休日は新逗子駅発着と浦賀駅発着であったが、金沢文庫駅発着も存在した。
2010年5月16日ダイヤ改正
平日日中と土休日終日を中心に20分間隔で運行を開始した。平日早朝を除き、8両編成で運行された。
羽田空港方面は南太田駅・子安駅・京急鶴見駅で普通を追い抜き、神奈川新町駅で快特の通過待ちをする。新逗子方面は生麦駅・南太田駅で普通を追い抜き、京急川崎駅と上大岡駅で快特と接続する。
2010年5月15日まで運行していた羽田空港駅（現：羽田空港第1・第2ターミナル駅）駅発着の快特・特急の増結車と普通を統廃合した性質の列車であるため、京急川崎駅 - 金沢文庫駅間の普通列車は毎時12本から9本に減便され、金沢文庫駅- 京急川崎駅間の快特・特急で実施されていた品川方面発着列車（8両）への羽田空港発着列車（4両）の増結は平日夜間の下り列車4本を除き廃止された。
また前述のように快特の待避を行うため、横浜と羽田空港を結ぶ最速達列車とはならず、速達性に問題があり改善は2012年10月21日の京急蒲田完全高架化まで待たなければならなかった。
第1次節電特別ダイヤ（2011年3月22日 - 4月3日）
2011年3月11日に発生した東北地方太平洋沖地震（東日本大震災）および福島第一原子力発電所などの各発電所の停止の影響による電力危機に伴い実施された節電ダイヤでは、金沢文庫駅発羽田空港行きの「エアポート急行」1本が京急久里浜駅 - 金沢文庫駅間で「特急」として運転された。これ以外にも、節電ダイヤとして待避内容が変更となっている場合がある。
第2次節電特別ダイヤ（2011年4月4日以降）
普通列車は1時間に6本の運行となり、日中に運行する一部の「エアポート急行」は4両編成に減車している。
2011年9月23日ダイヤ改正
節電による減車がなくなり、震災前の8両編成に戻った。
さらに、新逗子方面の列車の接続が見直され、生麦駅・上大岡駅で普通を追い抜き・接続し、金沢文庫駅で快特の接続をするようになった。
2012年10月21日ダイヤ改正
これまでは平日日中と土休日を中心に20分間隔で運行されていたが、日中・平日夕ラッシュに増発され、10分間隔の運行となった。また、日中でも6両編成が運転されるようになった。
普通列車との接続・追い抜きは、上下とも南太田駅で普通を追い抜き、羽田空港行きは京急鶴見駅で、新逗子方面行は京急川崎駅と神奈川新町駅で普通に接続する。土休日の朝方の新逗子方面行は、生麦駅で普通を追い抜き、上大岡駅で普通に接続する。それに加えて、一部は金沢文庫駅でも普通に接続する。
快特・特急との接続・通過待ちに関して、平日の日中と土休日の日中以降は、上下線ともに上大岡駅で快特に接続するのみ。平日ダイヤの夕方下りは、京急川崎駅で快特に（一部は京急ウィング号〈現在のイブニング・ウィング号〉の通過待ち）、上大岡駅で特急に、金沢文庫駅で快特（もしくは京急ウィング号）に接続する。夕ラッシュが過ぎると、神奈川新町駅で快特の通過待ち、金沢文庫駅で快特との接続を行う。このうちどちらか一方の駅で京急ウィング号との二重待避になる。平日夕ラッシュと土休日の朝方の上りは無待避で、下りは神奈川新町駅で特急との接続もしくは快特の通過待ちを行う。加えて金沢文庫駅で快特または特急に接続する列車も存在する。
平日の夜間においてはエアポート急行設立以前の運行形態である、羽田空港発の特急が4両編成で運行されていたが、この改正で消滅した。ダイヤ改正前は4本のみで、すべて新逗子駅行きで運転されていた。
2013年10月26日ダイヤ改正
平日夕ラッシュ時下りの列車の接続・通過待ち・追い抜きが見直された。
京急川崎駅で普通と接続、神奈川新町駅で快特の通過待ち、上大岡駅で特急の接続、金沢文庫駅で快特の接続を行う。
2023年11月25日ダイヤ改正
列車種別名を「エアポート急行」から「急行」に改称。
品川から逗子・葉山方面の急行を設定。
車両
逗子・葉山駅 - 羽田空港間の「急行」は京急車による運用が原則で、8両（8両固定編成または4両+4両）または6両で運行される。ごく一部に都営車（5500形）によって運行される列車もある。

#### 普通
普通は全線を運行し各駅に停車する。ただし、現行ダイヤでは主に運行されるのは品川駅以南の区間となる。品川駅 - 泉岳寺駅間には途中駅はないが、この区間を走る列車の多くは京急線内品川駅以南（横浜・羽田空港方面）の区間で急行以上の速達列車として運転されてきたものが直通する形となっている。このため、品川駅を境に以北・以南ともに普通列車として運転するものは平日・土休日合わせても1本もない。
日中は8 - 12分間隔（1時間に6本）で運転される。速達列車は多くが8両または12両編成であるのに対し、ほとんどの列車が4・6両編成である。現在のダイヤでは品川駅 - 浦賀駅間の運転がほとんどだが、品川、平和島（発のみ）、羽田空港第1・第2ターミナル（発のみ）、京急川崎、神奈川新町、横浜（発のみ）、上大岡（着のみ）、金沢文庫、逗子・葉山、堀ノ内（発のみ）、浦賀、京急久里浜各駅発着の列車が設定されている。また本線（品川駅 - 泉岳寺駅間を除く）を走る列車はほぼすべての列車が京急車で運転されるが平日夜上りの逗子・葉山発金沢文庫行き1本のみ都営車で運転されている。2017年10月28日以降は土休日の夜にも同じく1本設定される。
2010年5月16日のダイヤ改正では「エアポート急行」が新設されたことにより減便され、2011年4月の節電対策ダイヤでさらに減便されたが、2012年10月21日のダイヤ改正では日中に運転されていた品川駅 - 羽田空港方面間のエアポート急行を快特へ格上げしたことに伴い、エアポート急行停車駅である青物横丁駅・立会川駅・平和島駅の利便性確保のため、品川駅 - 京急蒲田駅間の区間運転列車が新規に設定され、品川駅 - 京急蒲田駅間では5 - 10分間隔（1時間に9本）の運行となっていた。しかし、新型コロナウィルス感染拡大の影響を受け、日中の品川駅 - 京急蒲田駅間の区間運転列車は2020年5月9日より運休となり、そのまま2021年3月27日のダイヤ改正を以って正式に廃止された。
前述のように他社との競争の観点から、伝統的に速達列車の本数が多く、早朝深夜を除くと、ほとんどの待避駅で通過待ち・接続待ちを行う。接続待ちによって、速達列車通過駅から主要駅までの利便性が確保されている反面、「普通」だけで主要駅間を乗り通すとかなり時間がかかる。例えば日中ダイヤの場合、品川駅 - 堀ノ内駅間の52.3kmを快特は上下とも47分で運転するところを、普通は下りが1時間52 - 53分、上りが1時間42分かけて走っており、所要時間差は実に1時間ほどとなっている。また途中で上りが快特3本・特急3本・急行2本、下りが快特4本・特急3本・急行3本に追い抜かれる。
ほとんどの普通が、京急線内のみの運行である。しかし、ごく少数ながら品川駅を終着とする都営浅草線や京成線方面直通の普通も存在する。
毎年大晦日から翌年の元日にかけては、横浜駅 - 品川駅・泉岳寺駅・東京都心方面間で終夜運転を行っているが、その際は普通列車のみの運転となる。

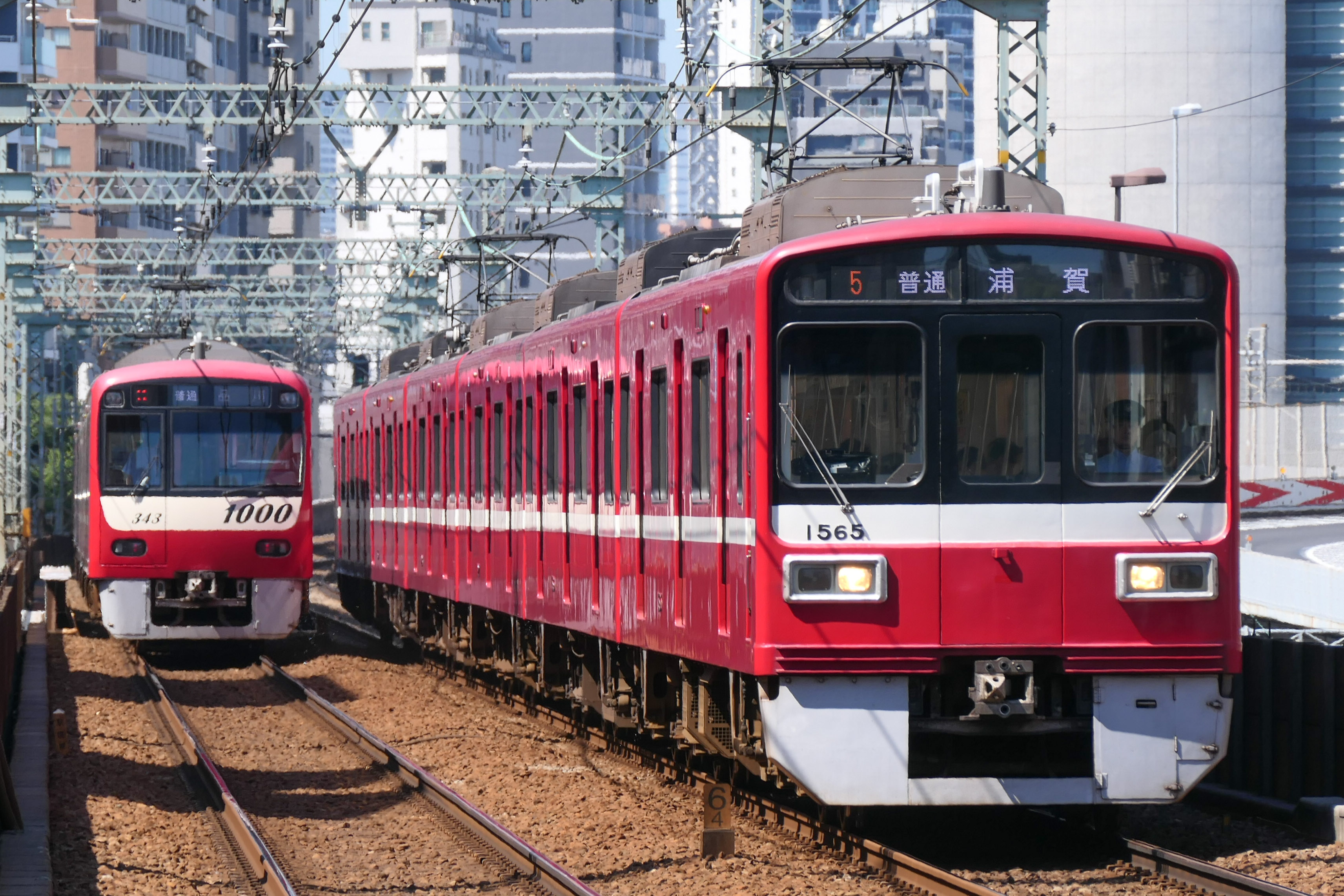
1000形と1500形による普通。大半は4 - 6両編成で運行される。
（2021年7月 大森海岸駅）

1. ↑  一部、金沢文庫で系統分割
2. ↑  一部、神奈川新町、金沢文庫で系統分割

### 直通先の列車種別

#### エアポート快特・快特（快速特急）・アクセス特急・特急・通勤特急・快速・普通
このほか、都営浅草線・京成線直通列車は泉岳寺駅ではなく、品川駅で列車種別の表示・案内を京成線の種別に変更するので、これらの表示・案内を見ることもでき、品川駅 - 泉岳寺駅間の上り列車に限りこれらの種別を名乗って運行する列車が存在する。これまでは品川駅における案内上の措置に過ぎなかったが、現在では駅や車内に掲載されている京急の路線図においても、泉岳寺駅 - 品川駅間において、「アクセス特急」「通勤特急」「快速」の表記がなされるようになった。反対に、京成線方面からの京急線直通列車は押上駅で京急線の種別に変更する。「エアポート快特」は京急線の種別であるが、都営浅草線の種別でもあり、同線のみで「エアポート快特」となる列車（主に京急線内「急行」）もある。「快速特急」は正式種別としては「快特」だが、京成線での案内に合わせて「快速特急」と案内される。「エアポート快特」を除き、いずれの種別も都営浅草線内は各駅に停車する。都営浅草線内の駅が終点の場合は「エアポート快特」を除き、「普通」と表示・案内される。泉岳寺行きの場合は、種別は変更せずに運行される。朝ラッシュ時、品川から「普通」京成高砂行きとなる列車の一部は京成高砂駅で行先・種別変更して運行を継続する列車がある。

### 過去の列車種別

#### 通勤快特
1981年6月22日のダイヤ改正より、品川駅・京浜川崎駅（現:京急川崎駅）のホーム12両延伸、京浜鶴見駅（現:京急鶴見駅）上りホーム待避設備完成により、それまで平日朝に運転されていた線内特急（C特急・8両編成）を金沢文庫駅以北を快速特急停車駅・12両編成で運転する種別として登場した。平日朝の上り及びそれの送り込み用の下りが運転され、横浜駅以南では特急停車駅、以北では登場当時の快速特急停車駅に停車する。車両の種別幕は快速特急同様緑色で、縦に「通勤」横に「快特」と表示されていた。また、列車種別表示灯は「通勤快特」を表す表示はなく、上大岡駅以南は「特急」、横浜駅以北は「快速特急」として扱われていた。「快特」と異なり、本線の全線に乗り入れていた。久里浜線以外の京急線や都営浅草線へは乗り入れない。
1995年7月24日より京急蒲田にも停車するようになった。このときから、停車駅路線図での種別色に紫色が使用され、「快速特急」と「特急」から独立するようになった。尚前記したが、この種別色は公式ホームページの時刻表にてB快特（B特急）の種別色として使用されている。1998年11月18日ダイヤ改正から上り1本が泉岳寺駅まで延長された。この列車には2100形が充当され、同形初の泉岳寺駅乗り入れとなっている。
1999年7月に名称廃止となり、現在は同じ形態の列車が金沢文庫駅以南を特急として扱う快特という形で運転されている。設定時より通勤快特が正式種別名であり、通勤快速特急とは称さない。しかし、株式会社協和企画発行の『京浜急行電車全駅時刻表』（平成7年度版）には「通勤快速特急」の記載がある。
なお、運行開始は1981年だが、車両の前面に掲げる種別板（サボ）は、それよりも以前から用意されていた。
廃止時の停車駅
泉岳寺駅 - 品川駅 - 京急蒲田駅 - 京急川崎駅 - 横浜駅 - 上大岡駅 - 金沢文庫駅 - 金沢八景駅 - 追浜駅 - 汐入駅 - 横須賀中央駅 - 堀ノ内駅 - 京急大津駅 - 馬堀海岸駅 - 浦賀駅
久里浜線内は各駅停車

#### エアポート特急
京成本線の京成高砂駅・青砥駅と羽田空港を結ぶ列車。京成高砂駅で、京成上野駅 - 成田空港駅間の「エアポート特急」と接続していた。京急線内では特急、都営浅草線内ではエアポート快特、京成線内では特急（現在の快速特急）と同じ駅に停車しており、途中の平和島駅にて快速特急の通過待避を行っていた。詳細は「エアポート快特」の項目を参照。

#### ハイキング特急
1950年4月1日に登場した京急初の特急列車。ハイキング回数乗車券を持つ乗客だけが乗れる定員制列車だった。当初は品川駅 - 浦賀駅間を94分で結び、途中9駅に停車した。この時の表定速度は35.5km/hだった。当初の愛称には「三笠」「剣崎」「房総」「三崎」「灯台」「鷹取」が存在した。
運行パターンは大きく3種類に分けられる。これらは原則として、途中停車駅は京浜川崎駅と横浜駅のみである。
上下で運行区間が異なり下り終着駅と上り始発駅でそれぞれバスに接続するもの
- 品川駅発逗子海岸駅行き、浦賀駅発（1954年から京浜久里浜駅発）品川駅行き

「油壺」
- 品川駅発浦賀駅（1954年から京浜久里浜駅）行き、逗子海岸駅発品川駅行き

「城ケ島」「三崎」
下り「城ケ島」は1952年 - 1953年までを除き、下り「三崎」は1952年は無停車。
- 品川駅発京浜久里浜駅行き、逗子海岸駅発品川駅行き

「白秋」

上下とも浦賀駅発着で浦賀で船に接続するもの
- 「鋸山」「大島」「房総」「第一房総」「第二房総」「第三房総」「第四房総」

下り「第二房総」は1953年 - 1963年の間、無停車。

下りのみの運転があるもの
- 「鷹取」「灯台」「剣崎」

「鷹取」は神武寺、「灯台」は1952年から金沢文庫駅・馬堀海岸駅にも停車。
1952年春のダイヤ改正で学校裏駅（現・平和島駅）、子安駅、上大岡駅の3駅での待避線の使用が開始されると「三崎」と新設された「城ヶ島」が品川駅 - 浦賀駅間をノンストップ運転で65分で結んだ。この時の表定速度は51km/hだった。また、品川駅 - 浦賀駅間では「灯台」と新設された「大島」「鋸山」「第一房総」「第二房総」が京浜川崎駅と横浜駅に停車して69分で結んだ。そのほか、逗子線方面では逗子海岸駅行きの「油壺」と神武寺行きの「鷹取」があった。1953年秋からはノンストップ運転の列車は「第二房総」と「城ヶ島」の2本に増え、3分短縮の62分運転となった。
1954年春から「第二房総」は房総半島への日帰りハイキングが楽しめることから人気が集中したため6両編成に増強し、秋には4分短縮の58分運転となった。「第二房総」は1956年秋には表定速度68km/hで走行し、品川駅 - 浦賀駅間48分運転となった。ハイキング特急はこの頃が最盛期となり、浦賀駅行きの「第三房総」、京浜久里浜駅行きの「白秋」も設定され、最大で9本が運行されるときもあった。しかしマイカーによる道路混雑が始まると連絡バスが上りハイキング特急の発車時刻までに到着しない事態が発生し、1965年秋をもってハイキング特急は廃止された。
廃止後はその代替として休日の定期特急の一部に「房総」「三浦」などの愛称名をつけて運転し、のちに快速特急「マリンパーク号」となった。

#### 週末特急
1956年3月より、大島・金谷航路接続を目的として品川駅 - 浦賀駅間に設定された特急列車。途中停車駅は京浜川崎駅、横浜駅、金沢文庫駅、横須賀中央駅の4駅だった。品川駅12時40分発の列車には「ラ・メール号」（フランス語で「海」の意）、13時40分発の列車には「パルラータ」（イタリア語で「甘き語らい」の意）の名称が与えられた。ハイキング特急とは異なり定員制ではなかった。しかし、沿線人口の増加と通勤需要の増大に加え、伊豆大島へのメインルートが東海道新幹線の開業後、熱海駅・熱海港経由に移行したことなどにより、1968年6月8日に快速特急（現・快特）へと発展的に解消した。

#### 海水浴特急
1958年に金沢八景駅のホーム延伸により、それまでの逗子海岸駅発着の週末特急を改称したもの。略称は「海特」。停車駅は品川駅・京浜川崎駅・子安駅・横浜駅・上大岡駅・金沢文庫駅・金沢八景駅・湘南逗子駅・逗子海岸駅であった。1959年には子安駅・上大岡駅が通過になった。1962年には京浜久里浜駅発着も運行された。1968年に快速特急が運転されたが、休日ダイヤのみ三浦海岸駅発着の海水浴特急が残ると当時に停車駅が見直され、当時の快速特急が通過する京浜蒲田駅・金沢八景駅・堀ノ内駅に停車するという若干異なるものの現在の快特停車駅に近い停車駅となった。これらの列車も1973年に名称が消え、不定期の快速特急として運行されるようになった。

#### 通勤特急
1954年3月22日ダイヤ改正で設定された特急のうち、上り特急が通勤特急とも呼ばれていた。当初の停車駅は品川駅・学校裏駅（現：平和島駅）・京浜川崎駅（現：京急川崎駅）・京浜鶴見駅（現：京急鶴見駅）・子安駅・横浜駅・上大岡駅・金沢文庫駅・金沢八景駅・追浜駅・横須賀汐留駅（現：汐入駅）・横須賀中央駅・横須賀堀内駅（現：堀ノ内駅）・湘南大津駅（現：京急大津駅）・馬堀海岸駅・浦賀駅であった。同年7月7日のダイヤ改正で久里浜線直通運転が開始されたが、久里浜線内は各駅停車であった。また京浜蒲田駅（現：京急蒲田駅）が停車駅に追加された代わりに、京浜鶴見駅が停車駅から外された。1957年3月17日のダイヤ改正で特急停車駅に横須賀汐留駅・横須賀堀内駅・湘南大津駅および久里浜線の新大津駅・湘南井田駅（現：北久里浜駅）が追加され、通勤特急と停車駅が変わらなくなったことに伴い、特急に統一された。現在では品川駅で、京成線に直通する「通勤特急」を見ることができる。

#### 急行（旧）
急行は、2010年5月15日までにも運行されていた。空港線の羽田空港駅（現在の羽田空港第1・第2ターミナル駅）から京急本線を経由して都営浅草線・京成押上線を介して京成本線京成成田駅および北総線印旛日本医大駅までを結んでいた。
1999年7月30日までは京急蒲田駅 - 逗子線新逗子駅（現：逗子・葉山駅）間においても運行されていたが、翌31日に実施されたダイヤ改正により廃止された。この区間における急行は、主に新逗子駅 - 京急川崎駅間のみの運転であったが、平日朝ラッシュ時間帯に限り設定されていた新逗子駅発の都営浅草線方面へ直通する急行は、金沢八景駅で通勤快特の連絡後、平和島駅まで先行し、同駅で後続の特急を待ち合わせていた。
ただし、京急蒲田駅以南の急行が廃止された後も、毎年正月に開催される箱根駅伝に協力するため、選手が京急蒲田駅付近にある第一京浜の踏切を通過する予定時間帯に限り、空港線の運転規制により京急川崎駅発着の急行が設定されていた。
2010年5月16日に実施されたダイヤ改正に伴い、種別名を「エアポート急行」に改称する形で廃止した。
新逗子駅発着の急行は、基本的に上り列車は子安駅で、下り列車は神奈川新町駅で後続の特急や快特に通過で追い抜かれるが、平日・土休日共に日中の列車は神奈川新町駅 - 新逗子駅間の運転のため優等列車通過待ちは存在しなかった。普通列車とは上下線共に金沢文庫駅、上大岡駅、神奈川新町駅で接続、平日朝上り列車に限り京急富岡駅と神奈川新町駅で普通列車と接続していた。都営浅草線方面へ直通する列車と京急川崎駅発着の急行は、平和島駅で後続の快特の通過待ちを行っていたが、1998年11月18日の羽田空港駅開業後、本線と空港線との直通列車の増発に伴い、日中時間帯における平和島駅での待避は廃止され、平日朝ラッシュ時間帯や夜間に限り京急ウィング号・快特・特急のいずれかに追い抜かれる列車が設定されていた。
また、浦賀・久里浜方面に設定されていた時期もある。当初は金沢文庫駅以南で現在の特急とほぼ同じく金沢八景駅、追浜駅、横須賀中央駅、堀ノ内駅、馬堀海岸駅、浦賀駅に停車したが、1957年3月からは金沢文庫駅以南各駅停車となった。1970年6月にすべての急行が逗子線直通となり消滅した。
このほか、1957年から1972年までは大師線にも直通しており、大師線内の停車駅は川崎大師駅のみであった。しかし1966年のみ、京浜川崎駅の高架化工事のため休止された。
2023年11月25日のダイヤ改正に伴い「エアポート急行」を「急行」に改称する形で再度設定され、京急蒲田駅以南においては約24年ぶりに「急行」の種別名が復活したが、前述の通り当時とは停車駅が異なっている。
| 旧駅名          |        | 高輪 | 青物横丁 | 立会川 | 海岸     | 学校裏 | 京浜蒲田 | 出村          | 雑色          | 六郷土手      | 京浜川崎      | 八丁畷        | 鶴見市場 | 京浜鶴見 | 総持寺 | 花月園前   | 生麦 | 子安 | 神奈川新町 | 仲木戸       | 横浜 | 日ノ出町 | 黄金町 | 井土ヶ谷 | 弘明寺 | 上大岡 | 杉田 | 湘南富岡 | 谷津坂 | 金沢文庫 | 金沢八景 | 追浜          | 横須賀中央    | 横須賀堀内    | 馬堀海岸      | 浦賀          | 備考                                   |
| --------------- | ------ | ---- | -------- | ------ | -------- | ------ | -------- | ------------- | ------------- | ------------- | ------------- | ------------- | -------- | -------- | ------ | ---------- | ---- | ---- | ---------- | ------------ | ---- | -------- | ------ | -------- | ------ | ------ | ---- | -------- | ------ | -------- | -------- | ------------- | ------------- | ------------- | ------------- | ------------- | -------------------------------------- |
| 1931年1月1日-   |        | ●    | ●        | ●      | ●        | ●      | ●        | ●             | ●             | ●             | ●             | ●             | ●        | ●        | ●      | ●          | －   | －   | －         | －           | ●    |          |        |          |        |        |      |          |        |          |          |               |               |               |               |               |                                        |
| 1949年4月24日-  |        | ●    | －       | －     | －       | －     | ●        | －            | －            | －            | ●             | －            | －       | ●        | －     | －         | ●    | －   | －         | －           | ●    | ●        | ●      | －       | －     | ●      | －   | －       | －     | ●        | ●        | ●             | ●             | ●             | ●             | ●             |                                        |
| 1950年4月1日-   |        | ●    | ●        | ●      | －       | ●      | ●        | －            | －            | －            | ●             | －            | －       | ●        | －     | －         | ●    | ●    | －         | －           | ●    | ●        | ●      | －       | －     | ●      | －   | －       | －     | ●        | ●        | ●             | ●             | ●             | ●             | ●             |                                        |
| 1968年6月15日-  |        | ●    | ●        | ●      | －       | ●      | ●        | －            | －            | －            | ●             | －            | ◁        | ●        | －     | －         | ●    | ●    | ●          | －           | ●    | ●        | ●      | －       | －     | ●      | －   | －       | －     | ●        | ●        | →逗子線内各停 | →逗子線内各停 | →逗子線内各停 | →逗子線内各停 | →逗子線内各停 |                                        |
| 1968年6月21日-  | ●      | ●    | ●        | ●      | －       | ●      | ●        | －            | －            | －            | ●             | －            | ◁        | ●        | －     | －         | ●    | ●    | ●          | －           | ●    | ●        | ●      | －       | －     | ●      | －   | －       | －     | ●        | ●        | →逗子線内各停 | →逗子線内各停 | →逗子線内各停 | →逗子線内各停 | →逗子線内各停 |                                        |
| 1971年2月-      | ●      | ●    | ●        | ●      | －       | ●      | ●        | －            | －            | －            | ●             | －            | ◁        | ●        | －     | －         | ●    | ●    | ●          | －           | ●    | ●        | ●      | ◁        | －     | ●      | －   | －       | －     | ●        | ●        | →逗子線内各停 | →逗子線内各停 | →逗子線内各停 | →逗子線内各停 | →逗子線内各停 |                                        |
| 1983年5月2日-   | ●      | ●    | ●        | ●      | －       | ●      | ●        | －            | －            | －            | ●             | －            | ◁        | ●        | －     | －         | ●    | ●    | ●          | －           | ●    | ●        | ●      | ◁        | －     | ●      | －   | ◁        | ◁      | ●        | ●        | →逗子線内各停 | →逗子線内各停 | →逗子線内各停 | →逗子線内各停 | →逗子線内各停 |                                        |
| 1987年6月1日-   | ●      | ●    | ●        | ●      | －       | ●      | ●        | －            | －            | －            | ●             | －            | ◁        | ●        | －     | －         | ●    | ●    | ●          | －           | ●    | ●        | ●      | ◁        | －     | ●      | －   | ●        | ◁      | ●        | ●        | →逗子線内各停 | →逗子線内各停 | →逗子線内各停 | →逗子線内各停 | →逗子線内各停 |                                        |
| 1987年12月-     | ●      | ●    | ●        | ●      | －       | ●      | ●        | －            | －            | －            | ●             | －            | ◁        | ●        | －     | －         | ●    | ●    | ●          | －           | ●    | ●        | ●      | ◒        | ◒      | ●      | －   | ●        | ◁      | ●        | ●        | →逗子線内各停 | →逗子線内各停 | →逗子線内各停 | →逗子線内各停 | →逗子線内各停 | 弘明寺駅ホームを延伸し、8両に対応。    |
| 1990年4月2日-   | ●      | ●    | ●        | ●      | －       | ●      | ●        | －            | －            | －            | ●             | －            | ◁        | ●        | －     | ✻          | ●    | ●    | ●          | －           | ●    | ●        | ●      | ◒        | ◒      | ●      | －   | ●        | ◁      | ●        | ●        | →逗子線内各停 | →逗子線内各停 | →逗子線内各停 | →逗子線内各停 | →逗子線内各停 |                                        |
| 1999年7月31日-  | ●      | ●    | ●        | ●      | －       | ●      | ●        | →空港線内各停 | →空港線内各停 | →空港線内各停 | →空港線内各停 | →空港線内各停 |          |          |        |            |      |      |            |              |      |          |        |          |        |        |      |          |        |          |          |               |               |               |               |               | 白紙ダイヤ改正                         |
| 2010年5月16日-  | ●      | ●    | ●        | ●      | －       | ●      | △        | －            | －            | －            | ●             | －            | －       | ●        | －     | －         | －   | －   | ●          | ●            | ●    | ●        | －     | ●        | ●      | ●      | ●    | －       | ●      | ●        | ●        | →逗子線内各停 | →逗子線内各停 | →逗子線内各停 | →逗子線内各停 | →逗子線内各停 | 「エアポート急行」に改称する。         |
| 2023年11月25日- | ●      | ●    | ●        | ●      | －       | ●      | ●        | －            | －            | －            | ●             | －            | －       | ●        | －     | －         | －   | －   | ●          | ●            | ●    | ●        | －     | ●        | ●      | ●      | ●    | －       | ●      | ●        | ●        | →逗子線内各停 | →逗子線内各停 | →逗子線内各停 | →逗子線内各停 | →逗子線内各停 | 「急行」に改称し、蒲田跨ぎの急行復活。 |
| 現駅名          | 泉岳寺 | 品川 | 青物横丁 | 立会川 | 大森海岸 | 平和島 | 京急蒲田 |               | 雑色          | 六郷土手      | 京急川崎      | 八丁畷        | 鶴見市場 | 京急鶴見 |        | 花月総持寺 | 生麦 | 子安 | 神奈川新町 | 京急東神奈川 | 横浜 | 日ノ出町 | 黄金町 | 井土ヶ谷 | 弘明寺 | 上大岡 | 杉田 | 京急富岡 | 能見台 | 金沢文庫 | 金沢八景 | 追浜          | 横須賀中央    | 堀ノ内        | 馬堀海岸      | 浦賀          | 備考                                   |

- ● 停車
- － 通過
- ◁ 平日朝上りのみ停車
- ◒ 平日朝夕下り、土曜・休日朝上りと夕方下りが停車
- ✻ 競輪開催日に限り夕方に6両編成の急行のみ臨時停車
- 品川駅方面から京急蒲田駅で空港線に乗り入れる急行は、同駅から各駅に停車していた。
- 2010年5月16日から2023年11月25日までは「エアポート急行」。△ 定期列車は品川方面 - 羽田空港と横浜方面 - 羽田空港のみ運行。

#### 通勤急行
1957年3月17日に登場し、平日朝に運転された。金沢文庫駅以南各駅停車となった急行の一部を従来のまま残し名称変更したもので、1958年9月7日には特急増発に代えて消滅した。

#### 準急
1950年4月1日のダイヤ改正より急行運転再開と共に登場した種別。当初は横浜駅以南各駅停車であったが、1951年12月16日のダイヤ改正から全区間で準急運転を行うようになった。1954年7月7日のダイヤ改正で消滅。
廃止時の停車駅
品川駅 - 青物横丁駅 - 立会川駅 - 学校裏駅（現・平和島駅）- 京浜蒲田駅（現・京急蒲田駅）- 京浜川崎駅（現・京急川崎駅）- 八丁畷駅 - 鶴見市場駅 - 京浜鶴見駅（現・京急鶴見駅）- 生麦駅 - 子安駅 - 横浜駅 - 日ノ出町駅 - 黄金町駅 - 上大岡駅 - 金沢文庫駅 - 金沢八景駅 - 追浜駅 - 横須賀汐留駅（現・汐入駅） - 横須賀中央駅 - 横須賀堀内駅（現・堀ノ内駅） - 馬堀海岸駅 - 浦賀駅

### 過去の列車愛称
ハイキング特急や週末特急以外の一般の特急・快特や急行にも愛称がついている列車が存在し、中には定員制の列車も存在した。

#### 「招運号」
都営線・京成線への乗り入れ開始の翌年である1969年より三浦海岸駅から成田駅間に2往復の夜行直通特急「招運号」が運転を開始した。以降毎年運転されていたが1973年 - 1974年の運転が東京都からの終夜運転中止の通告に伴い中止、そのまま運転されることなく廃止となった。

#### 「城ケ島・マリンパーク号」「成田山号」
1970年より1月、4月末 - 5月、9月 - 10月に京成成田駅 - 三浦海岸駅（後に三崎口駅）間で運転された臨時直通列車（京急線内快速特急・京成線内特急）。列車名は京成成田駅行きは「成田山号」、三崎口駅行きは「城ケ島・マリンパーク号」に統一されていた。午前・午後に2往復ずつの計4往復が運転され、車両は午前の「成田山号」と午後の「城ケ島・マリンパーク号」は京急が、午前の「城ケ島・マリンパーク号」と午後の「成田山号」には京成の電車がそれぞれ用いられた。のちに運転期間が1月のみとなり1978年に廃止。
2018年7月7日・8日と8月18日・19日には、3社局直通運転開始50周年を記念して復活運転が実施された。
- 「成田山号」（三崎口駅発京成成田駅行）は三崎口駅発京成高砂駅行定期特急からの延長運転（都営浅草線・京成押上線内普通）、京成高砂駅からは特急停車駅に京成小岩駅（定期快速を待避）を追加。
- 「城ケ島・マリンパーク号」（京成成田駅発三浦海岸駅行）は、全区間臨時列車で、京成線内押上駅までは特急、押上駅から都営浅草線・京急線内は快特で運転。

車両は初日の「成田山号」及び延長運転する列車が関係する久里浜線内ローカル運用は京急1500形1707編成が、「城ケ島・マリンパーク号」は京成3000形3038編成が用いられ、2日目はその逆で「成田山号」と関係運用に京成3000形3038編成、「城ケ島・マリンパーク号」に京急1500形1707編成が運用された。このため、久里浜線ローカル運用2本も京成車が代走している。

#### 「パシフィック」「逗子」
1970年の夏季ダイヤより夏季のみ京成成田駅 - 逗子海岸駅間（ただし京成成田駅行きのうち午前中の2本がそれぞれ久里浜駅発と浦賀駅発、逗子海岸駅行きの1本は京成津田沼駅始発で運転）で運転された直通特急。「城ケ島・マリンパーク」「成田山」と同じく列車の方向で列車名が統一されており、パシフィックが京成成田駅行き、逗子が逗子海岸駅行きであった。午前・午後3往復ずつ計6往復が運転され、車両の受け持ちも「城ケ島・マリンパーク」「成田山」と似ており午前の「パシフィック」と午後の「逗子」は京急が、午前の「逗子」と午後「パシフィック」には京成の電車がそれぞれ用いられた。

#### 「みうらビーチ」「ハワイアン」「ミュージックトレイン」など
1970年7月11日から8月15日までの間に実施された夏季休日ダイヤで「みうらビーチ」が3往復、7月18日から8月8日までの平日に1往復納涼特急「ハワイアン」が運転された。これらの列車は定員制で「みうらビーチ」は往復で100円であった。これらの列車に使用された600形（2代）のうちの1編成のみは車内の蛍光灯がすべて濃いブルーに交換されていてまたそのまま通勤列車にも充当されていた。
「ハワイアン」の運転は1970年夏季限りであったが「みうらビーチ」は1972年に1往復のみになるものの運転が継続された。ただし、愛称が変わった時期もあり、「みうらビーチ・ビバハッピー」（1974年）や「ハッピー1240」（1975年）の愛称で運転された後、1976年は再び「みうらビーチ」に戻ったものの、翌年から再度改称され「ミュージックトレイン」（1977年-1980年）、「アメリカンエクスプレス」（1981年）など、様々な愛称での運転となっていたが、1982年からは1990年まで再び「ミュージックトレイン」として運転されていた。その後1991年より最後の1994年までは三たび「みうらビーチ」に戻った。なお、夏季休日ダイヤ最後の年となった1995年には列車の設定がなくなった（同年夏季休日ダイヤでは「みうらビーチ」の運転をせず、一般の快速特急の増発と延長運転、京急蒲田駅への臨時停車のみとなった）。また、翌1996年以降は夏季休日ダイヤそのものが消滅した。
使用車両は最初の1970年のみは全列車600形（2代）、1971年に2往復が1000形（初代）、1往復が600形（2代）の冷房改造車、1972年より1000形のみで運転され、1983年より下りのみ、翌1984年からは上下とも2000形での運転となっている。ロングシートの1000形で運転されている期間・列車も定員制であり、一時期の横須賀中央以南での乗車を除いて座席券が必要であった。

#### 「南房総」「城ケ島」「油壺マリンパーク」「マリンパーク」
1968年9月より休日にも快速特急が運行されるようになり、快速特急3往復に「マリンパーク」という愛称をつけて運転を開始した。その後1972年より愛称を1往復ずつ変更し「南房総」「城ケ島」「油壺マリンパーク」の3つの列車名で運転されるようになった。また、この時土曜日に運転されていた後ろ2両のみ座席指定とした快速特急にも同時に「南房総」という愛称がつけられた。その後の記録は十分では無く、これらの愛称がいつ無くなったのかは不明であるが、1977年には「南房総」と名乗る列車が品川駅から平日・休日ともに1本（平日は特急・休日は快速特急）運転されていた。
京急油壺マリンパークが沖縄国際海洋博覧会（海洋博、1975 - 1976年）のサブ会場となったことから、1973年4月末から10月末までのおよそ半年、平日休日ともに1往復「海洋博」という愛称がつけられた快速特急が運転された。
1983年7月24日に快速特急「マリンパーク」が復活した。「マリンパーク」として運転されるときは愛称板取り付けが困難な2000形および3代目600形を除き前面に丸いイルカの愛称板を取り付け運転された。また、同年10月1日より都営線からの特急にも1往復快速特急と同じ愛称板を付け「マリンパーク」として運転した。これらの列車は羽田空港駅（現：羽田空港第1・第2ターミナル駅）開業に伴うダイヤ改正で愛称が廃止された。

#### その他
1949年には休日運転で、愛称付きの急行も運転されていた。愛称には「銀鱗」「大島」「房総」「剣崎」「三崎」「灯台」「鷹取」などが使用され、上記のハイキング特急の前身ともいえる列車であった。

## 女性専用車
横浜駅を7時30分から8時26分の間に発車する上りの特急品川行き6本については品川寄りの先頭車を「女性専用車」としている。

## 駅一覧
平均駅間距離は、都市部では700m前後、路線全体でも1.2km弱で、並行するJR各線よりこまめに駅を設けている。また緩急接続を頻繁に行なうため、おおむね3 - 7駅ごとという頻度で待避可能駅を配置している。全て有人駅であり、自動改札機・自動券売機を備える。また2006年には全駅にAEDが設置された。
各駅のホーム有効長は停車種別により異なり、品川駅 - 金沢文庫駅の特急停車駅は12両（品川駅3番線及び、神奈川新町駅下りホームのみ8両）、その他の特急・急行停車駅（以前の運転区間を含む）は8両、普通列車のみ停車する駅は6両編成に対応する。ホーム番線は下り線側から1番線、2番線とされている。
頭に社名（京急）を冠する駅や4文字以上の駅では、冒頭部分を省略して、「川崎」「新町」「文庫」「八景」「中央」「久里浜」と略記されることがある。以前は列車の方向幕や時刻表でも省略形が多く見られた。
- 普通は全区間で運転、全駅に停車。列車の折り返しは泉岳寺・品川・京急蒲田・京急川崎・神奈川新町・横浜・上大岡・金沢文庫・金沢八景・逸見・堀ノ内・浦賀の各駅で可能[注釈 25]。
- 下表では、快速・通勤特急・アクセス特急は泉岳寺 - 品川間のみの設定のため省略。
- 8月15日、大田区平和都市宣言記念花火の祭典が行われた場合は臨時に六郷土手駅始発の空港線直通普通列車が運転されるほか、折り返しウィング号となる回送列車を特急列車として臨時停車させる。
- 8月上旬、三笠公園周辺での「よこすか開国祭花火大会」開催時には汐入駅に数本の快特が臨時停車する。さらに、特急と普通の臨時列車が運転される。
- 累計営業キロは品川駅からのもの。
- 駅番号は2010年10月21日より導入。なお泉岳寺駅は京急の駅番号は振られていない。

凡例
駅名の【】は副駅名標、（）は副駅名称
ウィング号については列車記事を参照のこと。
停車駅 … ●・◎：停車（◎：定期列車の始発・終着のある駅）、｜・↓・↑：通過（↓・↑：矢印の方向のみ運転）
列車待避 … ◇：上下とも待避可能、△：上りのみ待避可能、▽：下りのみ待避可能、（空欄）：待避不可
| 駅番号 | 駅名                                          | 駅間 営業 キロ | 累計 営業 キロ | 急行       | 特急 | 快特         | エアポート快特 | 接続路線・備考 | 列車待避 | 所在地   | 所在地        | 所在地        |
| ------ | --------------------------------------------- | -------------- | -------------- | ---------- | ---- | ------------ | -------------- | --- | -------- | -------- | ------------- | ------------- |
| (A-07) | 泉岳寺駅                                      | -              | 1.2            | ◎          | ◎    | ◎            | ◎              | 都営地下鉄： 浅草線 (A-07)（押上方面直通運転） 東日本旅客鉄道： 山手線 ・ 京浜東北線 （高輪ゲートウェイ駅：JY 26・JK 21） |          | 東京都   | 港区          | 港区          |
| KK01   | 品川駅                                        | 1.2            | 0.0            | ◎          | ◎    | ◎            | ◎              | 東海旅客鉄道： 東海道新幹線 東日本旅客鉄道： 東海道線（上野東京ライン）(JT 03)・ 横須賀線 (JO 17)・ 山手線 (JY 25)・ 京浜東北線 (JK 20) |          | 東京都   | 港区          | 港区          |
| KK02   | 北品川駅                                      | 0.7            | 0.7            | ｜         | ｜   | ｜           | ｜             | |          | 東京都   | 品川区        | 品川区        |
| KK03   | 新馬場駅                                      | 0.7            | 1.4            | ｜         | ｜   | ｜           | ｜             | |          | 東京都   | 品川区        | 品川区        |
| KK04   | 青物横丁駅                                    | 0.8            | 2.2            | ●          | ●    | ｜           | ｜             | |          | 東京都   | 品川区        | 品川区        |
| KK05   | 鮫洲駅 【鮫洲運転免許試験場】                 | 0.5            | 2.7            | ｜         | ｜   | ｜           | ｜             | | ◇        | 東京都   | 品川区        | 品川区        |
| KK06   | 立会川駅 （大井競馬場）                       | 0.8            | 3.5            | ●          | ｜   | ｜           | ｜             | |          | 東京都   | 品川区        | 品川区        |
| KK07   | 大森海岸駅 【しながわ水族館】                 | 1.3            | 4.8            | ｜         | ｜   | ｜           | ｜             | |          | 東京都   | 品川区        | 品川区        |
| KK08   | 平和島駅                                      | 0.9            | 5.7            | ●          | ●    | ｜           | ｜             | | ◇        | 東京都   | 大田区        | 大田区        |
| KK09   | 大森町駅                                      | 0.8            | 6.5            | ｜         | ｜   | ｜           | ｜             | |          | 東京都   | 大田区        | 大田区        |
| KK10   | 梅屋敷駅 （東邦大学前）                       | 0.7            | 7.2            | ｜         | ｜   | ｜           | ｜             | |          | 東京都   | 大田区        | 大田区        |
| KK11   | 京急蒲田駅                                    | 0.8            | 8.0            | ●          | ◎    | ●            | ｜             | 京浜急行電鉄： 空港線（品川方面・横浜方面から羽田空港第1・第2ターミナル駅まで直通運転） | ◇        | 東京都   | 大田区        | 大田区        |
| KK18   | 雑色駅                                        | 1.4            | 9.4            | ｜         | ｜   | ｜           | 空港線直通     | |          | 東京都   | 大田区        | 大田区        |
| KK19   | 六郷土手駅                                    | 1.2            | 10.6           | ｜         | ｜   | ｜           | 空港線直通     | |          | 東京都   | 大田区        | 大田区        |
| KK20   | 京急川崎駅                                    | 1.2            | 11.8           | ◎          | ◎    | ●            | 空港線直通     | 京浜急行電鉄： 大師線 東日本旅客鉄道： 東海道線（上野東京ライン）・ 京浜東北線・ 南武線（川崎駅：JT 04・JK 16・JN 01） | ◇        | 神奈川県 | 川崎市 川崎区 | 川崎市 川崎区 |
| KK27   | 八丁畷駅                                      | 1.3            | 13.1           | ｜         | ｜   | ｜           | 空港線直通     | 東日本旅客鉄道： 南武線（浜川崎支線） (JN 51) |          | 神奈川県 | 川崎市 川崎区 | 川崎市 川崎区 |
| KK28   | 鶴見市場駅                                    | 0.7            | 13.8           | ｜         | ｜   | ｜           | 空港線直通     | |          | 神奈川県 | 横浜市        | 鶴見区        |
| KK29   | 京急鶴見駅 （京三製作所本社）【大本山總持寺】 | 1.5            | 15.3           | ●          | ｜   | ｜           | 空港線直通     | 東日本旅客鉄道： 京浜東北線・ 鶴見線（鶴見駅：JK 15・JI 01） | △        | 神奈川県 | 横浜市        | 鶴見区        |
| KK30   | 花月総持寺駅 【旧駅名 花月園前】              | 0.8            | 16.1           | ｜         | ｜   | ｜           | 空港線直通     | |          | 神奈川県 | 横浜市        | 鶴見区        |
| KK31   | 生麦駅                                        | 0.8            | 16.9           | ｜         | ｜   | ｜           | 空港線直通     | | ▽        | 神奈川県 | 横浜市        | 鶴見区        |
| KK32   | 京急新子安駅                                  | 1.4            | 18.3           | ｜         | ｜   | ｜           | 空港線直通     | |          | 神奈川県 | 横浜市        | 神奈川区      |
| KK33   | 子安駅                                        | 1.0            | 19.3           | ｜         | ｜   | ｜           | 空港線直通     | | ◇        | 神奈川県 | 横浜市        | 神奈川区      |
| KK34   | 神奈川新町駅                                  | 0.7            | 20.0           | ◎          | ◎    | ｜           | 空港線直通     | 車庫所在駅 | ◇        | 神奈川県 | 横浜市        | 神奈川区      |
| KK35   | 京急東神奈川駅 【旧駅名 仲木戸】              | 0.5            | 20.5           | ●          | ｜   | ｜           | 空港線直通     | 東日本旅客鉄道： 京浜東北線・ 横浜線（東神奈川駅：JK 13・JH 13） |          | 神奈川県 | 横浜市        | 神奈川区      |
| KK36   | 神奈川駅                                      | 1.0            | 21.5           | ｜         | ｜   | ｜           | 空港線直通     | |          | 神奈川県 | 横浜市        | 神奈川区      |
| KK37   | 横浜駅 （そごう・ポルタ前）                   | 0.7            | 22.2           | ●          | ●    | ●            | 空港線直通     | 東日本旅客鉄道： 東海道線（上野東京ライン）(JT 05)・ 横須賀線 (JO 13)・ 湘南新宿ライン (JS 13)・ 京浜東北線 (JK 12)・ 根岸線 (JK 12)・ 横浜線 東急電鉄： 東横線 (TY21) 横浜高速鉄道： みなとみらい線 (MM01) 相模鉄道： 相鉄本線 (SO01) 横浜市営地下鉄： ブルーライン（3号線） (B20) |          | 神奈川県 | 横浜市        | 西区          |
| KK38   | 戸部駅                                        | 1.2            | 23.4           | ｜         | ｜   | ｜           | 空港線直通     | |          | 神奈川県 | 横浜市        | 西区          |
| KK39   | 日ノ出町駅 【野毛山動物園】                   | 1.4            | 24.8           | ●          | ｜   | ｜           | 空港線直通     | |          | 神奈川県 | 横浜市        | 中区          |
| KK40   | 黄金町駅                                      | 0.8            | 25.6           | ｜         | ｜   | ｜           | 空港線直通     | |          | 神奈川県 | 横浜市        | 南区          |
| KK41   | 南太田駅                                      | 0.9            | 26.5           | ｜         | ｜   | ｜           | 空港線直通     | | ◇        | 神奈川県 | 横浜市        | 南区          |
| KK42   | 井土ヶ谷駅                                    | 1.2            | 27.7           | ●          | ｜   | ｜           | 空港線直通     | |          | 神奈川県 | 横浜市        | 南区          |
| KK43   | 弘明寺駅                                      | 1.4            | 29.1           | ●          | ｜   | ｜           | 空港線直通     | |          | 神奈川県 | 横浜市        | 南区          |
| KK44   | 上大岡駅                                      | 1.7            | 30.8           | ●          | ●    | ●            | 空港線直通     | 横浜市営地下鉄： ブルーライン（1号線） (B11) | ◇        | 神奈川県 | 横浜市        | 港南区        |
| KK45   | 屏風浦駅                                      | 2.2            | 33.0           | ｜         | ｜   | ｜           | 空港線直通     | |          | 神奈川県 | 横浜市        | 磯子区        |
| KK46   | 杉田駅                                        | 1.3            | 34.3           | ●          | ｜   | ｜           | 空港線直通     | 東日本旅客鉄道： 根岸線 (JK 05) 横浜シーサイドライン：■金沢シーサイドライン（新杉田駅：1） |          | 神奈川県 | 横浜市        | 磯子区        |
| KK47   | 京急富岡駅                                    | 2.4            | 36.7           | ｜         | ｜   | ｜           | 空港線直通     | | △        | 神奈川県 | 横浜市        | 金沢区        |
| KK48   | 能見台駅                                      | 0.7            | 37.4           | ●          | ｜   | ｜           | 空港線直通     | |          | 神奈川県 | 横浜市        | 金沢区        |
| KK49   | 金沢文庫駅                                    | 2.1            | 39.5           | ◎          | ◎    | ●            | 空港線直通     | 車庫所在駅 | ◇        | 神奈川県 | 横浜市        | 金沢区        |
| KK50   | 金沢八景駅                                    | 1.4            | 40.9           | ●          | ●    | ●            | 空港線直通     | 京浜急行電鉄： 逗子線（品川方面から逗子・葉山駅まで直通運転） 横浜シーサイドライン：■金沢シーサイドライン (14) | ◇        | 神奈川県 | 横浜市        | 金沢区        |
| KK54   | 追浜駅 【横須賀スタジアム】                   | 1.9            | 42.8           | 逗子線直通 | ●    | ｜           | 空港線直通     | |          | 神奈川県 | 横須賀市      | 横須賀市      |
| KK55   | 京急田浦駅                                    | 1.7            | 44.5           | 逗子線直通 | ｜   | ｜           | 空港線直通     | |          | 神奈川県 | 横須賀市      | 横須賀市      |
| KK56   | 安針塚駅                                      | 2.6            | 47.1           | 逗子線直通 | ｜   | ｜           | 空港線直通     | |          | 神奈川県 | 横須賀市      | 横須賀市      |
| KK57   | 逸見駅                                        | 1.0            | 48.1           | 逗子線直通 | ｜   | ｜           | 空港線直通     | | ◇        | 神奈川県 | 横須賀市      | 横須賀市      |
| KK58   | 汐入駅 【横須賀芸術劇場】                     | 1.1            | 49.2           | 逗子線直通 | ●    | ｜           | 空港線直通     | |          | 神奈川県 | 横須賀市      | 横須賀市      |
| KK59   | 横須賀中央駅                                  | 0.7            | 49.9           | 逗子線直通 | ●    | ●            | 空港線直通     | |          | 神奈川県 | 横須賀市      | 横須賀市      |
| KK60   | 県立大学駅                                    | 1.2            | 51.1           | 逗子線直通 | ｜   | ｜           | 空港線直通     | |          | 神奈川県 | 横須賀市      | 横須賀市      |
| KK61   | 堀ノ内駅                                      | 1.2            | 52.3           | 逗子線直通 | ◎    | ●            | 空港線直通     | 京浜急行電鉄： 久里浜線（品川方面から三崎口駅まで直通運転） | ▽        | 神奈川県 | 横須賀市      | 横須賀市      |
| KK62   | 京急大津駅                                    | 0.8            | 53.1           | 逗子線直通 | ●    | 久里浜線直通 | 空港線直通     | |          | 神奈川県 | 横須賀市      | 横須賀市      |
| KK63   | 馬堀海岸駅                                    | 1.1            | 54.2           | 逗子線直通 | ●    | 久里浜線直通 | 空港線直通     | |          | 神奈川県 | 横須賀市      | 横須賀市      |
| KK64   | 浦賀駅                                        | 1.3            | 55.5           | 逗子線直通 | ◎    | 久里浜線直通 | 空港線直通     | |          | 神奈川県 | 横須賀市      | 横須賀市      |

### 廃駅
当路線には、軌道線から高速鉄道化への過程や戦時休止などにより、多くの廃駅が存在する。
大横町駅
1904年5月8日開業。現在の北品川駅と新馬場駅の間に存在した。1908年廃止。
黒門駅
1904年5月8日開業。上記の大横町駅と現在の新馬場駅の間に存在した。1904年12月廃止。
北馬場駅、南馬場駅
両駅とも1904年5月8日開業。北馬場駅は1943年7月1日営業休止。1944年11月10日廃止。1946年10月再開業。高架化の際に統合され新馬場駅となった。
海晏寺駅
1904年5月8日開業。現在の青物横丁駅と鮫洲駅の間に存在した。1904年12月廃止。
浜川駅
1904年5月8日開業。鮫洲駅と立会川駅の間、大井消防署前交差点付近に存在した。1942年7月1日営業休止。1944年11月10日廃止。
土佐山駅
1904年5月8日開業。上記の浜川駅と立会川駅の間に存在した。1912年5月9日廃止。駅名を体育会前駅や学校前駅とする文献もある。
鈴ヶ森駅
1904年5月8日開業、ただし1912年5月21日開業とする文献もある。立会川駅と現在の大森海岸駅の間、国道15号架道橋の海岸側に存在した。高所に存在したが柵などの設備があまり整っていなかったことや、戦時中の防諜（スパイ防止）などの理由により、1942年7月1日営業休止。廃止時期不明。1990年の架道橋架け替えまで、ホーム跡が長く形跡をとどめていた。
大森駅
1901年2月1日、大森停車場前駅として開業。開業から1904年5月7日までは本線の起点、5月8日からは大森支線の終点で、現在の大森海岸駅の隣に存在した。その後、大森駅に改称（改称時期不明）。1937年3月8日廃止。
大森八幡駅
1901年2月1日、海岸駅として開業。現在の大森海岸駅と平和島駅の間、大森北交差点付近に存在した。1904年5月8日、停車場道駅に改称。1904年 - 1905年頃、八幡駅に改称。その後、大森八幡駅に改称（改称時期不明）。1943年7月1日営業休止。1944年11月10日廃止。
大森海水浴場前駅
1926年 、夏季営業のみの臨時駅として開業。上記の八幡駅と現在の平和島駅の間に存在した。1929年廃止。
下町駅
1901年2月1日開業。現在の京急蒲田駅と雑色駅の間、南蒲田交差点付近に存在した。1923年4月1日廃止。
出村駅
1901年2月1日開業。上記の下町駅と雑色駅の間に存在した。車両の待避が可能な急行停車駅であったが、戦争により営業休止（休止時期不明）。1949年7月1日廃止。その後、跡地は京急蒲田駅付近高架化工事の用地となった。
（駅名不詳）駅、八幡塚駅、中町駅
3駅とも1901年2月1日開業。八幡塚駅は六郷駅として開業。1902年、八幡塚駅に改称。1906年10月1日の専用軌道化の際に3駅が統合され、六郷堤駅（現在の六郷土手駅）となった。
（駅名不詳）駅
1909年に臨時駅として開業。現在の鶴見市場駅と京急鶴見駅の間に存在した。廃止時期不明。
総持寺駅
1911年11月1日開業 。現在の京急鶴見駅と花月総持寺駅の間、旧総持寺踏切南側に存在した。總持寺参拝のために設置された駅で、後に海岸電気軌道との乗換駅となった。1942年7月1日営業休止。1944年11月20日廃止。
キリン駅
1932年7月25日、キリンビール前駅として開業。生麦駅と現在の京急新子安駅の間に存在した。駅名の通りキリンビールの工場付近に設置されていた。ビールは贅沢品であるという理由により、1944年10月20日、キリン駅に改称。戦争により営業休止（休止時期不明）。1949年7月1日廃止。
反町駅
1905年12月24日開業。現在の京急東神奈川駅と神奈川駅の間に存在した。1930年3月29日廃止、それと同時に青木橋駅（現在の神奈川駅）が開業。
京浜神奈川駅
1905年12月24日、神奈川停車場前駅として開業。開業から1929年6月21日までは本線の終点で、現在の神奈川駅と横浜駅の間、東海道本線神奈川駅（1928年廃止）と同じ位置に存在した。その後、神奈川駅に改称（改称時期不明）。1925年11月1日、京浜神奈川駅に改称。1930年4月6日に青木橋駅に統合されて廃止 、それと同時に青木橋駅が京浜神奈川駅（現在の神奈川駅）に改称。
平沼駅
1931年12月26日開業。横浜駅と戸部駅の間に存在した。1943年7月1日営業休止。1944年11月20日廃止。なお、かつて東海道本線に存在した平沼駅 とは無関係。

## データ

### 路線データ
- 路線距離：56.7 km
- 軌間：1435 mm
- 駅数：50駅（起終点駅含む）
- 複線区間：全線（うち子安駅 - 神奈川新町駅間は3線、金沢文庫駅 - 金沢八景駅間は複々線）
- 電化区間：全線（直流1500 V）
- 閉塞方式：自動閉塞式
- 保安装置：C-ATS
- 列車無線：誘導無線方式 (IR)、デジタル空間波無線方式（デジタルSR）（併用）
- 最高速度：120 km/h[1][注釈 26]

### 利用状況
2023年度の朝ラッシュ時最混雑区間は戸部駅 → 横浜駅間であり、ピーク時（7:30 - 8:30）の混雑率は116%である。
京急で最も乗降人員が多い駅は横浜駅であり、同駅は6社局の路線が乗り入れるターミナル駅である。品川駅 - 横浜駅間は一部を除き複線であるため、朝ラッシュ時の上り列車は、最も停車駅が少ない快特であっても同区間で30分程度を要する。この区間で競合する東海道線、横須賀線は平行ダイヤであり、所要時間・行先等で圧倒的に有利である。渋谷、新宿、池袋の3大副都心へのアクセスも、湘南新宿ライン、東急東横線（東京メトロ副都心線）が横浜駅から直通しており、利便性が高い。
そのため、都心側のターミナル駅である品川駅手前よりも、郊外側のターミナル駅である横浜駅手前のほうがラッシュ時の輸送人員が多く、混雑率も高い。朝ラッシュ時に運転される快特及び特急は、金沢文庫駅で増結して12両編成で運転する運用がある。
近年の輸送実績を下表に記す。表中、最高値を赤色で、最高値を記録した年度以降の最低値を青色で、最高値を記録した年度以前の最低値を緑色で表記している。
| 年度               | 最混雑区間（戸部駅 → 横浜駅間）輸送実績 | 最混雑区間（戸部駅 → 横浜駅間）輸送実績 | 最混雑区間（戸部駅 → 横浜駅間）輸送実績 | 最混雑区間（戸部駅 → 横浜駅間）輸送実績 | 特記事項                                                                                           |
| 年度               | 運転本数：本                            | 輸送力：人                              | 輸送量：人                              | 混雑率：%                               | 特記事項                                                                                           |
| ------------------ | --------------------------------------- | --------------------------------------- | --------------------------------------- | --------------------------------------- | -------------------------------------------------------------------------------------------------- |
| 1960年（昭和35年） | 18                                      | 10,400                                  | 25,668                                  | 247                                     | |
| 1961年（昭和36年） | 18                                      | 11,320                                  | 29,545                                  | 261                                     | |
| 1962年（昭和37年） | 18                                      | 11,320                                  | 31,290                                  | 272                                     | |
| 1963年（昭和38年） | 18                                      | 11,199                                  | 32,224                                  | 288                                     | |
| 1964年（昭和39年） | 24                                      | 13,585                                  | 36,844                                  | 271                                     | |
| 1965年（昭和40年） | 24                                      | 13,807                                  | 36,885                                  | 267                                     | |
| 1966年（昭和41年） | 24                                      | 15,579                                  | 37,328                                  | 240                                     | |
| 1967年（昭和42年） | 24                                      | 16,567                                  | 38,342                                  | 231                                     | |
| 1968年（昭和43年） | 24                                      | 18,030                                  | 39,216                                  | 218                                     | 1968年6月21日、泉岳寺駅 - 品川駅間が開業 都営地下鉄1号線（現：都営地下鉄浅草線）と相互直通運転開始 |
| 1969年（昭和44年） | 24                                      | 18,468                                  | 40,074                                  | 217                                     | |
| 1970年（昭和45年） | 24                                      | 20,955                                  | 40,915                                  | 195                                     | |
| 1971年（昭和46年） | 24                                      | 21,687                                  | 42,092                                  | 194                                     | |
| 1972年（昭和47年） | 24                                      | 21,065                                  | 42,592                                  | 202                                     | |
| 1973年（昭和48年） | 24                                      | 22,967                                  | 45,842                                  | 200                                     | 1973年4月9日、根岸線全線開業                                                                       |
| 1974年（昭和49年） | 24                                      | 23,150                                  | 45,906                                  | 198                                     | 1974年12月2日、朝ラッシュ時に特急で12両編成の運転を開始                                            |
| 1975年（昭和50年） | 24                                      | 24,512                                  | 47,354                                  | 193                                     | |
| 1976年（昭和51年） | 24                                      | 25,604                                  | 47,128                                  | 184                                     | 1976年9月4日、横浜市営地下鉄上永谷駅 - 横浜駅間開業                                                |
| 1977年（昭和52年） | 24                                      | 26,295                                  | 47,694                                  | 181                                     | |
| 1978年（昭和53年） | 24                                      | 26,295                                  | 48,235                                  | 183                                     | |
| 1979年（昭和54年） | 24                                      | 27,396                                  | 48,998                                  | 179                                     | |
| 1980年（昭和55年） | 24                                      | 28,712                                  | 50,320                                  | 175                                     | |
| 1981年（昭和56年） | 24                                      | 28,968                                  | 50,722                                  | 175                                     | |
| 1982年（昭和57年） | 24                                      | 28,968                                  | 51,270                                  | 177                                     | |
| 1983年（昭和58年） | 24                                      | 28,968                                  | 51,782                                  | 179                                     | |
| 1984年（昭和59年） | 24                                      | 29,184                                  | 52,036                                  | 178                                     | |
| 1985年（昭和60年） | 24                                      | 29,184                                  | 52,540                                  | 180                                     | |
| 1986年（昭和61年） | 24                                      | 29,184                                  | 53,191                                  | 182                                     | |
| 1987年（昭和62年） | 24                                      | 29,184                                  | 53,246                                  | 182                                     | |
| 1988年（昭和63年） | 27                                      | 32,256                                  | 53,907                                  | 167                                     | |
| 1989年（平成元年） | 27                                      | 32,256                                  | 54,231                                  | 168                                     | 1989年7月5日、金沢シーサイドライン開業                                                             |
| 1990年（平成02年） | 27                                      | 32,768                                  | 54,850                                  | 167                                     | |
| 1991年（平成03年） | 27                                      | 33,024                                  | 55,161                                  | 167                                     | |
| 1992年（平成04年） | 27                                      | 33,536                                  | 53,683                                  | 160                                     | |
| 1993年（平成05年） | 27                                      | 33,792                                  | 53,242                                  | 158                                     | |
| 1994年（平成06年） | 27                                      | 33,792                                  | 52,895                                  | 157                                     | |
| 1995年（平成07年） | 27                                      | 33,792                                  | 52,866                                  | 156                                     | |
| 1996年（平成08年） | 27                                      | 33,792                                  | 51,600                                  | 153                                     | |
| 1997年（平成09年） | 27                                      | 33,792                                  | 51,499                                  | 152                                     | |
| 1998年（平成10年） | 27                                      | 33,792                                  | 51,473                                  | 152                                     | |
| 1999年（平成11年） | 27                                      | 33,792                                  | 51,087                                  | 151                                     | |
| 2000年（平成12年） | 27                                      | 33,792                                  | 50,950                                  | 151                                     | |
| 2001年（平成13年） | 27                                      | 33,792                                  |                                         | 151                                     | 2001年12月1日、湘南新宿ライン開業                                                                  |
| 2002年（平成14年） | 27                                      | 33,792                                  |                                         | 151                                     | |
| 2003年（平成15年） | 27                                      | 33,792                                  | 50,963                                  | 151                                     | |
| 2004年（平成16年） | 27                                      |                                         |                                         | 151                                     | |
| 2005年（平成17年） | 27                                      |                                         |                                         | 151                                     | |
| 2006年（平成18年） | 27                                      |                                         |                                         | 151                                     | |
| 2007年（平成19年） | 27                                      | 32,256                                  | 49,203                                  | 153                                     | |
| 2008年（平成20年） | 27                                      | 32,256                                  | 49,390                                  | 153                                     | |
| 2009年（平成21年） | 27                                      | 32,256                                  | 49,154                                  | 152                                     | |
| 2010年（平成22年） | 27                                      | 31,500                                  | 48,085                                  | 153                                     | |
| 2011年（平成23年） | 27                                      | 31,500                                  | 47,274                                  | 150                                     | |
| 2012年（平成24年） | 27                                      | 32,000                                  | 45,334                                  | 142                                     | |
| 2013年（平成25年） | 27                                      | 32,000                                  | 44,179                                  | 138                                     | |
| 2014年（平成26年） | 27                                      | 32,000                                  | 46,804                                  | 146                                     | |
| 2015年（平成27年） | 27                                      | 32,000                                  | 46,559                                  | 145                                     | 2015年12月7日、モーニング・ウィング号の運転を開始                                                  |
| 2016年（平成28年） | 27                                      | 32,000                                  | 46,444                                  | 145                                     | |
| 2017年（平成29年） | 27                                      | 32,000                                  | 46,223                                  | 144                                     | |
| 2018年（平成30年） | 27                                      | 32,000                                  | 45,909                                  | 143                                     | |
| 2019年（令和元年） | 27                                      | 32,000                                  | 45,889                                  | 143                                     | |
| 2020年（令和02年） | 27                                      | 32,000                                  | 29,201                                  | 91                                      | |
| 2021年（令和03年） | 27                                      | 31,500                                  | 29,899                                  | 95                                      | |
| 2022年（令和04年） | 25                                      | 27,539                                  | 30,236                                  | 110                                     | |
| 2023年（令和05年） | 24                                      | 27,000                                  | 31,317                                  | 116                                     | |

## 沿線概況

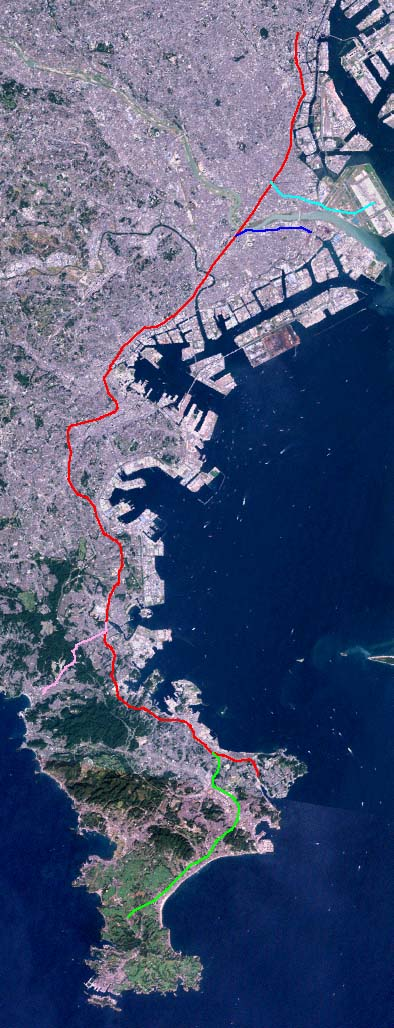
京急の路線。本線は赤（ランドサット衛星写真画像）

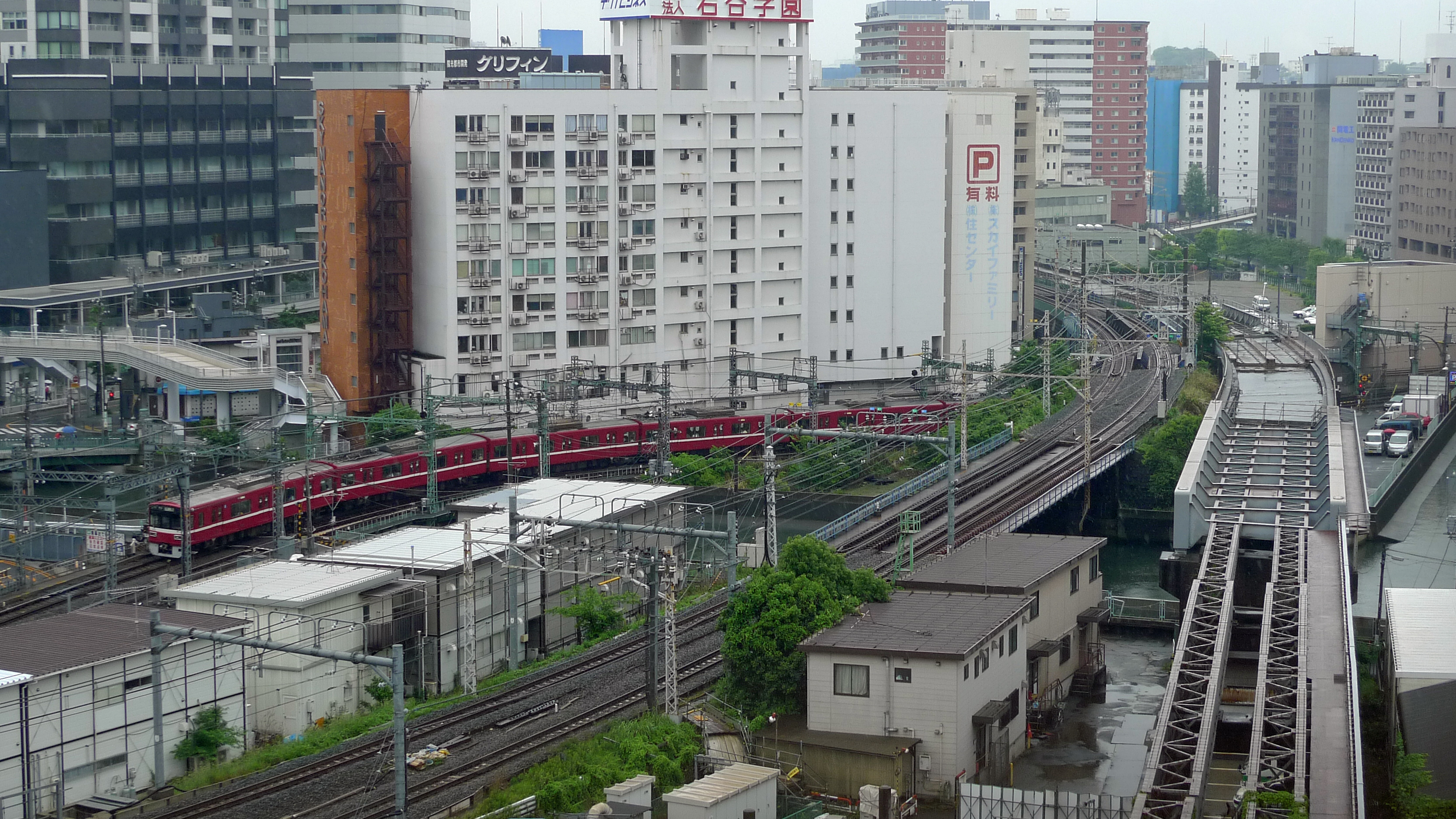
根岸線をくぐる京急本線の列車（横浜駅の南側）

### 泉岳寺 - 横浜
この区間はおおむね国道15号（第一京浜）と並行し、北北東から南南西へと線路が延びる。並行する東海道本線より東京湾側を通り、臨海部の工業地域にも近い。
海岸線近くの平地を進むが、京急川崎以南では高架区間と地上区間が入り混じるため、その行き来のため急勾配となる箇所も複数存在する。路面電車を源流とする区間であるが、立会川駅以南では大きな速度制限を受ける曲線はない。京急線としては高架区間の比率が高いが、一部では地上を走行している。
都営浅草線に接続する泉岳寺駅と高架駅である品川駅の間には下り線33‰、上り線38‰の急勾配が存在し、品川駅の南側では最小半径100mの急曲線で左に折れて JR各線を乗り越えており、速度も25km/hに制限される。直後に40km/h制限の半径140mのカーブで八ツ山通り・旧東海道の踏切を過ぎると北品川駅である。同駅先の踏切を過ぎると25‰の勾配で高架に駆け上がり、この先は六郷土手駅付近まで続く高架区間となる。
京急蒲田駅では空港線が分岐する。六郷土手駅を過ぎると多摩川を渡って神奈川県川崎市へ入り、京急川崎駅では高架上の本線から大師線への連絡線が分かれる。横浜市に入ると鶴見線や東海道貨物支線などと交差し、高架区間と地上区間を行き来しながら東海道本線と並行して進む。子安駅手前で東海道本線と離れると間もなく子安駅に着く。子安駅 - 神奈川新町駅は上り線が2線ある3線区間となっており、神奈川新町駅には新町検車区が隣接する。盛り土となっている京急東神奈川駅を超えると東海道本線と並行し、神奈川駅を通過して首都高速三ツ沢線金港JCTをくぐると横浜駅に到着する。

### 横浜 - 金沢八景
横浜以南では線路を南に向け、おおむね国道16号と並行する。横浜駅以北とは一転して丘陵地帯を縫うように進み、山岳トンネルも現れるようになる。沿線は拠点駅周辺を除くと住宅地となっている区間が多い。日ノ出町駅以南はかつて湘南電気鉄道により地方鉄道線として敷設された区間であり、断続的に曲線区間が現れる。
横浜駅の南側では急曲線で根岸線をくぐり、野毛山をトンネルで抜けると日ノ出町駅へ。ここから井土ヶ谷駅付近までは鉄道省が建設を計画していた京浜線（現：京浜東北線）延長区間の用地が転用されており（詳細は「湘南電気鉄道#鉄道路線」を参照）、また、黄金町駅 - 上大岡駅間は横浜市営地下鉄ブルーラインがおおむね南に並行する。その区間を抜けると南へ進路を変え、杉田付近で再び根岸線をくぐる。運行上の拠点である金沢文庫駅と金沢八景駅の間は複々線化されており、東に金沢検車区、西側には総合車両製作所横浜事業所が立地する。

### 金沢八景 - 浦賀
三浦半島へと入り、沿線は海岸近くまで山が迫る地形となる。そのためトンネルが連続し、谷となる箇所に駅が設けられている。曲線区間や勾配のある区間が多い。山がちな地形のため沿線の平地は密集した住宅地・商業地となっており、傾斜が急な箇所にも住宅地が造成されている。
金沢八景駅では追浜方で逗子線が平面交差して右手へ分岐する。横須賀市に入ると横須賀線が接近し、京急田浦駅 - 安針塚駅、逸見駅 - 汐入駅の両区間で京急本線が乗り越す。短いトンネルを抜けると横須賀市の中心市街地に位置する横須賀中央駅を通過する。
堀ノ内駅からは久里浜線が分岐し、快特や特急のほとんどは久里浜方面へ直通する。馬堀海岸から観音崎の付け根をトンネルで抜けると、黒船来航の町としても知られる終点の浦賀となる。

## 連続立体交差事業

### 平和島駅 - 六郷土手駅間、京急蒲田駅 - 大鳥居駅間
平面交差している環状8号線、第一京浜などの道路と鉄道を立体交差化することにより、踏切における慢性的な交通渋滞の解消を図ると共に、道路・鉄道それぞれの安全性向上、鉄道による地域分断の解消を事業目的とした。事業主体は東京都建設局である。2000年12月の事業認可取得に始まり、2012年10月に下り線を高架化して事業は完了した。

### 泉岳寺駅 - 新馬場駅間
東京都は、泉岳寺駅 - 新馬場駅間において連続立体交差事業の事業化を進めている。2020年4月1日に国土交通省から都市計画事業の認可を取得。2029年度に事業完了予定。